# メタルファイト ベイブレードの主要人物
メタルファイト ベイブレードの主要人物（メタルファイト ベイブレードのしゅようじんぶつ）では足立たかふみ原作の漫画作品『メタルファイト ベイブレード』およびそのアニメ版『メタルファイト ベイブレード』、アニメ第2シーズン『メタルファイト ベイブレード 爆』、アニメ第3シーズン『メタルファイト ベイブレード 4D』に登場する主要な人物について記述する。
本項ではアニメ版の設定を中心に解説する。また、特に注釈のない必殺転技はアニメ版で使用したもの（アニメ版、漫画版共通で使用したものも含む）。
続編である漫画およびアニメ『メタルファイト ベイブレード ZEROG』に引き続き登場する人物についても本項で扱う。各キャラクターの漫画版での活躍は『ZEROG』のものも含む。

## 鋼 銀河（ハガネ ギンガ）
声 - 金田アキ
『メタルファイト ベイブレード』（アニメでは『4D』まで）の主人公。ベイブレードの里と呼ばれる古馬村（コマむら）の出身。赤茶色の逆立った髪型で、青いバンダナと白いマフラー、鼻の絆創膏がトレードマーク。謎のブレーダー集団「暗黒星雲（ダークネビュラ）」を率いる竜牙とは浅からぬ因縁があり、アニメ初期は竜牙が古馬村から奪った禁断のベイ・エルドラゴを取り戻すために全国を旅している。大会などのために旅に出る時以外はまどかの家に住み着いていることが多い。『爆』の世界大会ビッグバンブレーダーズでは日本代表チーム・ガンガンギャラクシーのレギュラーメンバーに、『4D』では四季の「秋」を司るレジェンドブレーダーに選ばれる。
年齢はケンタより少し上だが、具体的な設定はされていない。当初は中学1年生くらいの設定だったが、実際のベイブレードの大会では中学生は出場できないというレギュレーションに合わせて小学生らしく描かれるようになった。また、キョウヤとは同学年をイメージされている。
初期は上級者が使用するベイランチャーを使用していたが、チャレンジマッチの途中からはまどかにもらったデジタルパワーランチャーを使用し、『爆』からは3セグランチャーグリップを使用している。
飄々とした面や天然な部分も持ち合わせているが、熱い心の持ち主で強い相手ほど燃えるタイプ。友の危機には全てを投げ打ってでも駆け付けるほどの友達想いな性格で、人を惹きつける魅力も持ち合わせている。しかし一方では無邪気で子供らしい一面もある。好物は漫画版ではおにぎり、アニメ版ではハンバーガーで、特にまどかが作った三段重ねのトリプルビーフバーガーを好む。注射が大の苦手。遊からは特にあだ名は付けられていなかったが、バトルブレーダーズ1回戦でのバトルを経て「ギンギン」と呼ばれるようになる。
バトルを通じて多くの人間と語り合い、分かり合ってゆくのを信条としており、様々な戦いでその戦法を身に付けていて、フェニックスとのバトルでキョウヤや氷魔、翼の技を披露している。
バンダナには片方しか羽が無いペガシスのマークが描かれている。漫画版ではビッグバンブレーダーズの6年前に初めてブレーダーになったときに父親の流星から与えられたものでまだ半人前という意味を持ち、決勝戦のダミアン戦で父を超えた証として流星が使用している両方の羽が描かれたペガシスのバンダナを受け継いでいる。靴はAJ11がモデル。
『4D』では服装こそ変化していないもののバンダナの模様だけが両方の羽が描かれたものに変化している。『ZEROG』では前髪が伸びて鼻の絆創膏が無くなり、アニメ版のみバンダナの模様の細部が変わっている。
作者のインタビューによると、連載開始前はちょい悪でクールなキャラクターと考えてられていたが、実際のベイバトルの熱さを見たことで熱血キャラに変更された。デザインで気を使ったのは目で、気迫がこもるかどうかにこだわっている。キャラクターのルーツは作者の読切漫画『分解屋ピット』の主人公。
漫画連載前の設定では竜牙とは兄弟の予定だった。眉毛とバンダナにその名残りがある。

### 銀河のアニメ版での活躍
メタルファイト ベイブレード
エルドラゴを探す旅の途中でとある街に立ち寄り、そこでケンタやまどか、キョウヤたちと出会う。キョウヤを倒し、彼を利用していたのがダークネビュラと知りケンタやキョウヤたちと共にアジトに乗り込むが、竜牙とのバトルで敗れる。失意の中心配するケンタに自分の過去を話し、一旦ケンタたちの前から姿を消し古馬村に戻るが、そこで心機一転し再び竜牙打倒を誓う。
サバイバルバトルでは順調に勝ち進むが、最後に残った遊とのバトルに敗れる。そしてバトルブレーダーズ開催と、それに竜牙が出場することを知り、参加に必要なベイポイントを獲得するため各地で行われるチャレンジマッチに挑む。
物語開始から高いベイポイントを所持していることもありバトルブレーダーズに参加寸前だったが、ベガスシティでのチャレンジマッチで優勝を逃した後、突如現れたフェニックスに「ブレーダーとしての覚悟が足りない」と言われベイポインターを破壊されて全てのベイポイントを失う。そしてバトルブレーダーズに優勝するまで負けないことを誓い、再びベイバトルへ向かう。その後フェニックスとの再戦時に彼に勝利しポイントを全て返してもらい無事にバトルブレーダーズに参加することになる。
1回戦では遊を、2回戦では流太郎を、準決勝では水地を破り、準決勝の直後にフェニックスの正体である父親の流星と再会を果たす。決勝で竜牙を打ち倒し彼をエルドラゴの呪縛から解放するが、その戦いで力を使い果たしたペガシスは光の粒子となって消滅する。
メタルファイト ベイブレード 爆
ペガシスを失ったことに元気をなくしていたが流星のアドバイスを受け古馬村に戻り、伝説のベイであるギャラクシーペガシスを手に入れる。当初はギャラクシーペガシスの強大な力や動きを完全に制御できずにいたが、正宗との戦いをきっかけに克服する。
バトルブレーダーズで優勝し日本トップ20のブレーダーの中でランキング1位になっているが、そのため特別推薦枠で日本代表のレギュラーとして選ばれていて日本代表選抜大会は免除されている。しかしそれによってバトルの機会が減り、大会実行委員である流星とヒカルに不満を漏らす。
ビッグバンブレーダーズAブロック1回戦第3試合ではダーシァンを、2回戦第1試合ではノワグマを破る。3回戦第2試合でキョウヤと引き分けになるが、勝敗を決める最終試合では正宗とのタッグでキョウヤとナイルに勝利する。その後竜牙と再会しギャラクシーペガシスの力を完全に引き出せていないと通告されるが、Aブロック決勝戦第3試合でのシーザー戦でペガシスを信じる心に目覚め真の力を引き出すことに成功し、シーザーを破る。決勝トーナメント準決勝の勝ち抜き戦では第5試合でアイアンを破るが、続く第6試合で一瞬の隙を突かれてアルゴに敗れる。決勝戦第3試合ではダミアンと激闘を繰り広げ勝利し、ガンガンギャラクシーをビッグバンブレーダーズ優勝に導く。
大会終了後、スパイラルフォースを止めるべくハデスシティに突入して、正宗と共にスパイラルフォースのコアであるファウストを破る。しかしスパイラルフォースが暴走し、それを止めるために放ったペガシスを強力な力で壊されそうになるが、竜牙の手助けによって辛くも暴走を止めることに成功し、ペガシスもボロボロになりながらも銀河のもとへ帰ってくる。
メタルファイト ベイブレード 4D
まどかにペガシスを修理してもらった直後、キョウヤからビッグバンブレーダーズでの決着をつけるための挑戦状を受ける。バトルの中でペガシスに宿った星の欠片の力によってギャラクシーペガシスがビッグバンペガシスにパワーアップし、最終的に引き分けとなる。その後、破壊神ネメシス復活を狙う組織の一員ヨハネスに襲われているユウキを助け、彼から星の欠片のことを聞き自分がレジェンドブレーダーとして星の欠片に選ばれたことを知る。星の欠片が世界に散らばったことから、キョウヤたちと共に悪しき者より先に他のレジェンドブレーダーを探し、破壊神ネメシスの復活を阻止する旅に出る。
欠片の1つが落ちたインドネシアのザーカン島では、竜牙が先に来たことでベイを村人に誤解され毛嫌いされるが、島の少女サラと仲良くなり彼女の家に厄介になる。その後再会した竜牙と対戦し、モードチェンジで少しずつ追い詰めるが竜牙から「ベイのことを何も知っていない」と通告されすぐさま敗北する。敗北後は自分を見つめ直し、まどかの協力もあってベイの性能を少しずつ引き出していく。
次の目的地中国ではレジェンドブレーダーがタッグトーナメント「登竜門」に参戦すると見越してユウキと共に出場する。1回戦でメイメイとチャウシンを破り、準決勝まで勝ち上がりダーシァン、チーユンと戦い互角の勝負をするが、最後はピンチを切り抜け新必殺転技ビッグバントルネードを編み出し勝利する。しかし決勝戦でのバオとレジェンドブレーダーの1人であるアグマとの戦いでは、バオの捨て身の戦法によってビッグバントルネード発動を阻まれ、アグマの必殺転技に敗北する。
アメリカで観戦した大会スフィア360ではレジェンドブレーダーのキングを見つけるが、大会後に正宗と意気投合したキングがアメリカを離れたくないという理由でひとまず置いて行く。次にアフリカを訪れ、ミストマウンテンの遺跡の守護者デュナミスの話からレジェンドブレーダーの役目や、自分やキョウヤたちがネメシスの脅威に立ち向かうために選ばれた四季のレジェンドブレーダーであることを知る。最後の四季のレジェンドブレーダーを探しにベイスター島チャンピオンシップに参加し、以前よりも強くなったケンタと再会し勝利するが、そこで見つけた四季のレジェンドブレーダーであるクリスはヨハネスに雇われ取り逃がすことになる。
その後仲間たちと共にネメシスが復活したマヤ文明の遺跡に乗り込み、クリスにベイの楽しさを説き彼を仲間にするが、四季のレジェンドブレーダーによるネメシスを封じる「ゼウスの結界」が竜牙が欠けたことで失敗する。敵の拠点である失われた王国でのネメシスとの戦いでも強大な力の前に立ち向かう勇気を失うが、ケンタがレジェンドブレーダーに覚醒したために気力を取り戻し、ゼウスの結界によりネメシスを封印する。プルートの介入により結界が破られ復活したネメシスと再び戦うが、最終的に世界中のブレーダーのベイが持つ星の欠片の力を得てネメシスを打ち破ることに成功する。
メタルファイト ベイブレード ZEROG
ネメシスを巡る事件「ネメシスクライシス」の後、幼少時のゼロにサムライイフレイドを託す。その後の消息は不明となっており、伝説のブレーダーと呼ばれている。
ネオ・バトルブレーダーズ決勝戦の前にゼロと再会を果たし、キラに勝とうとするあまり冷静さを失っていたゼロにベイバトルの本当の意味を説く。
ゼロのネオ・バトルブレーダーズ優勝後に再び旅に出掛け、各地を転々としていた際にバイフーと出会い、彼の策略によってサムライペガシスを奪われDNAに捕らえられる。電磁プレートに束縛された状態でゼロとキラの勝負を観戦していたが、空中スタジアムが落下した衝撃によって解放され、取り戻したサムライペガシスでゼロ、キラと共に大道寺を倒す。

### 銀河の漫画版での活躍
竜牙に古馬村を滅ぼされ、北斗と2人旅を続けていたところケンタのいる街に立ち寄る。誘拐されたケンタを助けるためにキョウヤたちと戦い勝利するが、直後にダークネビュラに狙われる。その後、竜牙に敗れペガシスを破壊されるが、命懸けの試練を乗り越えストームペガシスを手に入れる。バトルブレーダーズでは1回戦で流太郎を、準々決勝のバトルロイヤルでキョウヤと共に翼と遊を破り、準決勝前のフェニックスとの特訓で究極転技「銀河新星（ギャラクシーノヴァ）」を習得し、準決勝で水地を破る。決勝戦の竜牙とのバトルでは敗北寸前まで追い込まれるが、仲間たちの想いを集め進化したギャラクシーペガシスの銀河新星により竜牙を打ち破る。
ビッグバンブレーダーズ日本代表決定戦ではAブロック決勝戦で宇宙を破り優勝し、正宗と共に日本代表になる。ビッグバンブレーダーズ1回戦ではダーシァンを、3回戦ではシーザーを破る。その後ハデスインクの罠のパーティーで自身とケンタを除いて参加していた全員がダミアンのケルベクスの餌食になり心を奪われ、皆の心を取り戻す決意をする。決勝戦第1試合でゼオを破り第2試合でダミアンと対戦し、一度はケルベクスのバーストインフェルノによってペガシスを破壊され倒されるが、心を奪われたブレーダーたちの魂から残りの命の欠片と想いをもらって復活し、ペガシスもビッグバンペガシスに進化してダミアンを打ち破る。そして改心したダミアンが皆の心を返してもらい彼とも友達となり、ビッグバンブレーダーズの優勝者となる。
約半年後のアルティメットブレーダーズ1回戦ではキョウヤを、2回戦で竜牙を破る。3回戦でアグマの圧倒的なパワーの前に苦戦しながらも機転を利かせた戦法で破り、準々決勝第1試合ではキングのヴァリアレスの前に追い詰められるが、大会前に流星から教わった新必殺転技「天馬逆天激」で勝利する。準決勝ではクリスを破るが、彼とのバトルで引き寄せられたネメシスと急遽対戦することとなり、圧倒的な力の前に敗北する。ネメシスの必殺転技により絶体絶命に陥るが、ティティに助けられてベイ発祥の地まで瞬間移動し難を逃れる。そこで最終決戦転技を編み出すための修行に励み、途中自分を妨害に来た大道寺たちと戦う仲間たちの心を集めて最終決戦転技「コズミックノヴァ」を習得し、大道寺を撤退に追い込む。そして古馬村に戦いの場を移して再度ネメシスと対戦し、一度はペガシスを破壊されて倒されるが、TV中継を通じ世界中のブレーダーを呼び掛けて心を集めて復活し、コズミックノヴァでネメシスを打ち破り世界を救う。
WBBAが過去のベイバトルの結果を数値化した銀河のベイバトルポイントはアルティメットブレーダーズ1回戦では1万2千、2回戦では1万5千、3回戦では5万8千、準々決勝では8万。神の試練による修行で最終決戦転技を身につけた後のネメシス戦では約100万。
7年後が舞台である『ZEROG』ではケンタの口から「海の向こうで頑張っている」と語られていたが、新生ダークネビュラの活動を追い世界中を飛び回っていることが判明する。ネオバトルブレーダーズ会場でキラが暴走する中登場し、黒幕である大道寺とバトルを行う。単行本収録のおまけ漫画では大食いバトルでゼロに勝利する。
ネメシスとの戦いから半年後を描いた読み切り編『ソウルバースト』では、マカオで開かれた世界大会決勝戦において本来の対戦相手であるキョウヤと、突如現れた大会のメインスポンサーTERAスポーツ社のビッグ・ロードを加えた3名による変則バトルロイヤルで戦う。ビッグ・ロードの正体は銀河たちへの復讐に燃える大道寺であり、特殊スタジアムの装置でブレーダーとベイの力を吸収した大道寺のベイにキョウヤが倒され、銀河も一度は追い詰められるが、仲間のブレーダーたちの心を集めた必殺転技「天馬熱血心」により逆転勝利し、再び大道寺の野望を打ち砕く。

### 銀河の劇場版での活躍
ツインドームバトルに出場しAブロック準々決勝でケンタを、準決勝で翼を破り決勝進出するが、突然乱入してきたヘリオスに完敗する。その後リベンジバトルでヘリオスを撃破し、小惑星アドニスの地球落下を阻止するためにスペースシャトルを奪って宇宙に上がり、ヘリオスと協力してペガシスでアドニスを破壊して地球を救う。

### 銀河のゲーム版での活躍
全作品に登場。『爆神スサノオ襲来!』では仲間と共に幻のベイ・スサノオを探すために日本全国を旅する。『超絶転生!バルカンホルセウス』ではアニメとは異なり日本代表選抜大会に出場している。

### 銀河のベイブレード
ペガシス105F（ペガサス座）
漫画版で最初に使用。
ストームペガシス105RF
アニメ版では最初から使用。はるか昔に古馬村の先祖たちが星の欠片から作った暗黒のパワーに対抗するベイ。漫画版ではエルドラゴに対抗できるただ一つのベイと呼ばれ、エルドラゴが相手を破壊して強くなるのに対しペガシスは仲間たちの想いで強くなる。
ギャラクシーペガシスW105R2F
アニメ版ではストームペガシス完成までに生み出されたいくつもの試作品の中で、ペガシスの基となった伝説のベイとなっている。ライトラバーフラットボトムは回転方向とは逆に突き出た渦のような形のスパイクが強烈な加速力を生み、その速さこそが伝説のベイと呼ばれる所以だとされる。漫画版ではすべてのパーツが生まれ変わり今までの転技が使えなくなったため、スタジアム全体を駆け巡るような機動力を持つR2Fボトムの性能を引き出し新必殺転技を編み出している。
ビッグバンペガシスF：D
星の欠片が宿ったギャラクシーペガシスが、キョウヤとのバトルの中で新たに進化を遂げたベイ。ビッグバンウィールはPCフレーム、メタルフレーム、コアの3層に分かれ、これらをスライドさせることでアッパー・全方位・スマッシュ・連打の4つのモードにチェンジし、様々な攻撃が可能になる。最大の特徴はファイナルドライブボトムで、回転力が落ちてくるとセミフラットの軸先を収納してラバーの軸先をスタジアムに接触させ、もう一度だけ回転力を復活することができる。
ウイングペガシス90WF
漫画版の特別編で使用。WBBAのバーチャルトレーニングマシンが作り出したバーチャル世界のみで使用可能な極限まで攻撃力を高めたペガシス。
サムライペガシスW105R2F（ペガサス）
『ZEROG』で使用。漫画版ではペガシスが進化したものと説明されている。
ストームペガシス.10G.Qc'（ストームペガシス・テングレイブ・クイックダッシュ）
漫画版の読み切り編『ソウルバースト』で使用。
この他に漫画版では幼い頃に使用していたウィールが木で出来た軽量タイプの練習用ペガシスも所持している。

### 銀河の必殺転技
漢字表記は特筆のない限り漫画版でのもの。
天馬流星撃（ペガシスシューティングスターアタック）
ペガシスを上空に飛ばし、地上の相手を頭上からのアタックで弾き飛ばす技。空中で迎え撃たれると、それがカウンターになる弱点がある。ゲーム『超絶転生!バルカンホルセウス』ではペガシス専用技で、『頂上決戦!ビッグバン・ブレーダーズ』ではペガシスのフェイス技。
天馬旋風翼（ペガシストルネードウイング）
フィールドを円周状に旋回することによって、巨大な竜巻を発生させる技。アニメ版ではキョウヤの獅子暴風壁を思い出して使っている。漫画版では回避技として使用している。『頂上決戦!ビッグバン・ブレーダーズ』ではペガシスのフェイス技で対空技になっている。
天馬流星群撃（ペガシスメテオシャワーアタック）
空中高く飛び、落下しながらアタックを仕掛ける技。アニメ版ではキョウヤの必殺転技によって空中高く飛ばされたことを利用している。ゲーム『ガチンコスタジアム』ではペガシス専用技で、漢字表記となっている。『頂上決戦!ビッグバン・ブレーダーズ』ではペガシスのフェイス技。
天馬爆嵐撃（ペガシスストームブリンガー）
フィールドを高速周回して摩擦熱と高速回転により激しい上昇気流を生み、周回内部に一瞬の真空状態を作る技。『頂上決戦!ビッグバン・ブレーダーズ』ではペガシスIIのフェイス技で突進技になっている。
天馬極星撃（ペガシススターゲイザー）
シューティングスターアタックの強化版。ギャラクシーペガシスの制御に成功したことで習得している。ゲーム『超絶転生!バルカンホルセウス』ではペガシスII専用技で、『頂上決戦!ビッグバン・ブレーダーズ』ではペガシスIIのフェイス技。
天馬星塵蹴（ペガシススターダストドライバー）
ギャラクシーペガシスの力を完全に引き出すことに成功し編み出した技。漫画版では横方向の突進技だが、アニメ版では「スターゲイザー」同様の空中技となっている。
天馬爆翼翔（ペガシスビッグバントルネード）
ビッグバンペガシスのファイナルドライブモードの、真の力を引き出すことに成功し編み出した技。
シャイニングウインド
アニメ版で使用。ペガシスの周囲を光の竜巻で包み込み、上空へと飛翔する技。
スーパーコズミックノヴァ
アニメ版で使用。世界中のブレーダーの絆の力を得て、光の星獣と共に相手を貫く技。
獅子暴風壁（ししぼうふうへき）
ベイを高速回転させることで周囲に竜巻を生み出す技。元々はキョウヤの技だが彼とのバトルで戦法を身につけた。
居合い斬りシュート（いあいぎりシュート）
漫画版で使用。ベイのシュート時に居合い斬りのように構え、肘と手首のスナップを効かせて凄まじい威力でシュートする。実際のベイバトルでも使用される高難易度のテクニック。
銀河の一閃（ぎんがのいっせん）
漫画版で使用。正宗のユニコルノのCSボトムをギャラクシーペガシスに組み込み、ペガシスのパワーとユニコルノのスピードを合わせた技。
天馬昇天撃（ペガシスライジングアッパー）
漫画版で使用。ビッグバンペガシスのメタルウィールを移動させてアッパー性能を極限まで高めたアッパーモードによる技。
天馬砂爆翔（ペガシスサンドゲイザー）
漫画版の特別編で使用。地中に潜り、相手のベイの真下から攻撃する技。
天馬逆天激（ペガシスリバースゲイザー）
漫画版で使用。シューティングスターアタックで地面に潜り、相手を真下から突き上げる技。
獅子王激砕牙（ししおうげきさいが）
漫画版で使用。相手のベイを凄まじい竜巻の中に引き寄せ、風で浮かせる。キョウヤの技を真似たもの。
天馬爆船翔（ペガシストルネードシップ）
漫画版の特別編で使用。船上でのバトルにおいて、強力な震動でスタジアムを揺らし相手に船酔いを起こさせる技。
天馬熱血心（ペガシスバーストソウル）
漫画版の読み切り編『ソウルバースト』で使用。ブレーダーの心（たましい）が集まることで放たれる。
ライトニングエッジ
ニンテンドーDSゲーム第1作でのペガシス専用技。相手に稲妻を落とす。
クリムゾンバースト
ゲーム『爆神スサノオ襲来!』で使用。タケルの必殺転技アメノムラクモを打ち破るために生み出された究極の必殺転技。ジャンプで相手の後ろに回りバックアタックで攻撃する技で、流星いわく「後ろに勝る前無し」。銀河固有の技ではないため他のブレーダーでも使用可能。
『頂上決戦!ビッグバン・ブレーダーズ』にも登場。同作に登場する全ての必殺転技の中で最も威力が高い。
ハリケーンウイング
『頂上決戦!ビッグバン・ブレーダーズ』でのペガシスIIのフェイス技。空中の相手を竜巻で迎撃し、防御にも使用できる。
ハリケーンブラスト
『頂上決戦!ビッグバン・ブレーダーズ』での銀河の必殺転技。相手に突撃し、竜巻のアッパーで上空へ巻き上げる。銀河固有の技ではないため他のブレーダーも使用可能。

### 銀河の究極転技
銀河新星（ギャラクシーノヴァ）
究極の必殺転技と呼ばれる技。アニメ版では必殺転技となっている。漫画版では心（たましい）とベイが1つになって初めて発動する技で、ペガシス最大の特長である回転力を溜め込み、そこから生まれるエネルギーを解き放つことで攻撃力を爆発的に高め新たな星となって敵を討つ。竜牙やヘリオスなどの強敵への決め手として使用している。また、アニメ『ZEROG』の地上波未放送の最終話でも使用している。

### 銀河の最終決戦転技
コズミックノヴァ
漫画版で使用。仲間たちの心の光を集めて放つ最強の必殺転技。

## 盾神 キョウヤ（たてがみ キョウヤ）
声 - 日野聡
不良ブレーダー集団「首狩団（フェイスハンターズ）」のリーダーで銀河の一番のライバルかつ親友。常に臍を出し、深緑色のセミロングの髪を一本に束ねている。両目の下にある十字型の傷と八重歯が特徴。クールさと熱い面を併せ持ち、その統率力と凶暴さからメンバーたちから恐れられつつも慕われていた。フェイスハンターズ解散後もワイルドファングのメンバーなど彼を慕う者は多く、銀河からも頼りにされている。初期のサバイバルバトルの頃から知名度も高く、アニメ第43話では彼の絵が描かれたうちわを持つ女性がいるなどファンもいる様子。また努力家であり、竜巻の中に自ら飛び込むなど常識から外れた修行をすることもある。常軌を逸する行動をとり、良くも悪くも人を驚かせることが多い。『4D』では四季の「春」を司るレジェンドブレーダーに選ばれる。また、アニメ版では自己中心的な面もある。
初期は銀河の敵として登場。相手を完全に叩き潰すバトルスタイルから、狩りを楽しむ野獣と呼ばれる。また「百獣の王」の異名を持つ。獲物を自分の有利な場所に誘い込むことが狩りの鉄則であり、自分のバトルの原点としている。口は悪く仲間になった後も銀河をライバル視し打倒銀河を公言し、そっけない態度をとるが時折仲間思いの一面も覗かせる。まどかいわくただ素直になれないだけらしい。遊とティティからは「タテキョー」と呼ばれている。
基本的には一匹狼で他人との馴れ合いは好まないが、ビッグバンブレーダーズのガンガンギャラクシーとの試合で銀河と正宗を相手に、ナイルと組んでタッグバトルで戦った際には、銀河との決着よりもチームの勝利を優先する姿勢を見せたこともある。最初のうちは自分のベイのことをあまり意識していなかったが銀河と出会うことで、幼い頃から共に歩んできたレオーネとの絆を思い出す。打倒銀河を最終目標としており、その執念は大舞台で銀河を倒すために、あえて日本代表としてではなく他国代表として世界戦に出るほど。また竜牙にも対抗意識を燃やしている。
『4D』からは服装が新調されたが、前作同様臍出しでより露出度の高い服装になっている。中国のタッグトーナメントの際、銀河とタッグを組み大会は初めてだと言うユウキをド素人だと罵ったり、足を引っ張らないよう忠告したがバトルで恐れているユウキに活を入れるなど弱い立場を支える一面もある。銀河の旅に同行したのもあくまでレジェンドブレーダーを倒し銀河よりも自分が最強だと証明するためでありそれ以外は全く興味が無く、また誰の力も借りずに1人の力で戦うことをモットーにしているがアグマのリベンジバトルの際に彼から仲間と群れていると事実を突きつけられ動揺したことも。
大金持ちという裏設定があり、後に父親から大企業TC（盾神コーポレーション）を受け継いでいる。
子供の好きなブレーダーとしてキョウヤの人気は高く、実際の大会でもキョウヤの使用ベイであるロックレオーネは防御型の定番でもあり、ともに影の人気ナンバー1とされる。
「盾神」という名前はたてがみと防御型からの発想。構想段階では各ベイの属性は未定であり、後から岩を巻き上げたり地面を割ったりする技でロックのイメージを出していった。

### キョウヤのアニメ版での活躍
メタルファイト ベイブレード
メンバーであるベンケイを破りフェイスハンターズの洗礼にも耐えた銀河のことを知り、全力を出して戦うに相応しい相手の登場に喜ぶ。自分に有利な場所に銀河をおびき出して対決するが、ペガシスの前に敗れる。その後現れた大道寺に銀河を倒すために利用されて、ダークネビュラのアジトに連れられ訓練プログラムをクリアしていく。そしてウルフキャニオンでの修行により常に死と隣り合わせの環境の中で生まれる究極の闘争本能「心の牙」を目覚めさせる。その結果肉体と精神を歪曲的に強化することになり、街に戻った後は「仲間など不要」とフェイスハンターズの解散を宣言し銀河の仲間になっていたベンケイを痛めつける。嵐が吹き荒れるスタジアムで再度銀河に勝負を挑み再び敗北するが、ベイバトルの最中銀河にベイとの絆を説かれ、レオーネとの絆を思い出し正気に戻る。その後ダークネビュラのアジトに乗り込む銀河たちのピンチを助け、彼らの仲間となる。
サバイバルバトルでは氷魔を破るが、その時のバトルでレオーネが深刻なダメージを負っていたため、その後の遊とのバトルでは途中で棄権する。チャレンジマッチではトビオを破り、ベガスシティで行われた決勝バトルロイヤルで優勝するなどして最も早くポイントを稼ぎ、バトルブレーダーズ出場一番乗りを果たす。
1回戦で熊手熊介を、2回戦ではベンケイを打ち破り、準決勝ではスタジアム無しのバトルで竜牙と対戦し互角に近い勝負をするが、バトルの最中エルドラゴに乗っ取られた竜牙に敗れ倒れる。決勝戦で銀河が竜牙に倒されそうになったとき、魂の状態で現れ攻撃を防ぎ、銀河に発破をかけている。その後、銀河が竜牙を倒した後にヒカルや翼と共に目を覚ます。
メタルファイト ベイブレード 爆
ビッグバンブレーダーズに向けて特訓を積み、日本代表選抜大会では短時間で高得点を稼ぎ、2位に100ポイント以上差をつけて予選を一位で通過、代表決定戦で翼を下す。しかし日本代表選抜大会は、あくまで銀河に自分の実力を見せつけるためのもので、本来の目的はビッグバンブレーダーズという大舞台で銀河を倒すことであると言い、日本代表レギュラーの座を辞退する。
その後アフリカ・サバーナ国代表チーム「ワイルドファング」のリーダーとしてナイル、ダムレと共にビッグバンブレーダーズに出場し、1、2回戦を圧倒的な強さで勝ち抜く。またアフリカの「嵐の谷」での特訓で竜巻を極め、これまでの必殺転技をパワーアップさせ新必殺転技も編み出す。
日本で行われた3回戦第2試合で銀河と戦うが、壮絶な死闘の末に引き分けに終わる。勝敗を決する最終試合ではボロボロになりながらもナイルとのタッグで銀河と正宗を相手に戦うが、レオーネの損傷が激しかったために獅子暴風壁が不発に終わり敗北する。自分の力不足だったと負けを認め、ナイルたちと別れ再び強くなるために旅に出る。
決勝戦で竜牙が銀河に手を貸したことを気にかけていて、第96話ではワイルドファングのメンバーを連れてアメリカまでやって来て、ダミアンとジャックに追い詰められた銀河を助ける。
ハデスシティに乗りこんだ際にダミアンに行く手を阻まれ、銀河と正宗を先に行かせてダミアンと戦う。銀河のデータを基にした更なるアレンジを受け強くなったダミアンに苦戦するが、ヘルズゲートに自ら飛び込み「アレンジシステムから与えられた力」を擁し恐怖を与えようとするダミアンに対して、レオーネを損傷されながらも「自らの努力で得た力」でダミアンに打ち勝つ。
メタルファイト ベイブレード 4D
ハデスシティで損傷したペガシスの修理完了を見計らい、銀河に挑戦状を叩きつけて無人島の沖の霧島でバトルをする。その時の戦いでロックレオーネがファングレオーネにパワーアップするが、銀河との戦いはまたしても引き分けに終わる。銀河を襲うヨハネスを退けた後、全てのレジェンドブレーダーを倒すという名目で銀河たちのレジェンドブレーダー探しの旅に同行する。レジェンドブレーダーを倒すという目的のために動いているため、自分本位な振る舞いが目立った。
インドネシアで竜牙に挑むが敗北し、キョウヤがファングレオーネの力を使いこなせていないことを忠告される。その後、中国で行われたタッグバトル「登竜門」にベンケイと組んで出場し2回戦でヨハネスを破るが、準決勝でアグマの必殺転技の前に一瞬で敗北する。
第121話にてミストマウンテンの頂上を目指していたところヨハネスたちと接触しアグマにリベンジを挑む。苦戦を強いられ少しずつ追い詰められる中、アグマに「仲間の助けを借りるお前とは訳が違う」と言うが、逆にアグマから「お前は仲間と群れている」と指摘され動揺する。ヨハネスたちを倒したベンケイたちの助けを拒み、誰の助けも借りずに自分だけの力を見せつけ獅子王激砕牙でアグマを打ち破る。その後、デュナミスのもとに後から辿り着いたヨハネスたちと銀河たちが戦っている中、アグマから戦いを挑まれ再び同じことを指摘されイラつきを感じ「皆を巻き込みどうなっても構わない」と必殺転技を発動するが銀河とナイルによって阻止され勝負を中断される。アグマから指摘されたことが尾を引いて銀河たちから離脱、自分についてこようとするベンケイをも振り払う。
その後面倒事から離れ1人荒野を旅していたが、その最中に聞いた謎のベイを使うモンスターと呼ばれるブレーダー戦おうするが、そこへ偶然同じ話を聞いていた遊と再会する。さらにその場へ唐突に現れたティティの使うベイから彼が金星のレジェンドブレーダーだとわかると、強引に勝負を始める。やる気の無いティティの態度に腹を立てるも、バトルを止めた遊に諭され自分の運命を受け入れることを決め、2人を連れて敵の本拠地であるマヤの遺跡に乗り込んだ銀河たちと合流する。その後復活したネメシスとの戦いでは、銀河のことを気に入らない奴と言いながらも、それでも銀河の存在があったからこそ自分はここまでこれたのだと銀河に告げ、ボロボロになって戦えなくなったファングレオーネの力を銀河に分け与え、銀河がネメシスを倒すことに大きく貢献する。
ネメシスとの戦いが終わった後、レジェンドブレーダーを全員倒すという本来の目的を果たすため、銀河以外のレジェンドブレーダーに戦いを挑んで勝利する。最後に銀河とも戦い、2人のバトルが始まるところで物語は終了する。

### キョウヤの漫画版での活躍
ケンタにアドバイスしてベンケイを倒させた銀河に目をつけ、ケンタを人質にして部下100人とバトルをさせ、それが敗れた後は自らが銀河と戦い、風を利用して銀河を追い詰めるが敗北する。その後は銀河を認め友情が芽生え、その直後の大道寺の襲撃に巻き込まれて以降は銀河たちと行動を共にしていた。バトルブレーダーズが開催されるまでの3ヶ月の間に行ったベンケイとの修行でロックレオーネを手に入れている。
バトルブレーダーズ1回戦では渡蟹を破り、準々決勝のバトルロイヤルでは銀河と共に翼と遊を破る。準決勝の竜牙との対戦では壁に囲まれたスーパースクエアスタジアムを利用してレオーネもろともエルドラゴを壁の下敷きにさせようとするが失敗し敗れる。しかしエルドラゴの爪を1つ折り、結果的に決勝戦でペガシスをエルドラゴの竜皇絶命爪から守ることになる。
ビッグバンブレーダーズ日本代表決定戦ではBブロック決勝戦に勝ち上がるが正宗に敗北する。銀河たちが本戦決勝に進出した際には大道寺が送った偽の招待状でアメリカのパーティに招かれるが、アメリカチーム・スターブレイカーのダミアンに心を吸収され倒れる。決勝戦終了後に改心したダミアンに心を返され目覚める。
ビッグバンブレーダーズ終了後、アルティメットブレーダーズが開催されるまでの半年間に行った特訓でファングレオーネを完成する。アルティメットブレーダーズ1回戦では大阪城スタジアムで銀河と対戦する。この時は銀河に助けられてばかりの自分を変え、彼を超えるために、私情を捨てて敵として振る舞い銀河に挑むが敗れ、試合後に銀河を涙ながら激励する。準決勝ではクリスに追い詰められた銀河にヒントを与え勝利に導く。ベイバトルポイントは1万2千。
初めは上着を着ておらず、紫のシャツの上に奪ったベイをネックレスのように身に付けている姿だったが、バトルブレーダーズ編からアニメと同じ服装になる。作中の台詞からアニメと違いフェイスハンターズは健在の様子。
『別冊コロコロコミック』2010年12月号および単行本第8巻に掲載された番外編でカケルという弟がいることが判明する。裏設定では、幼い頃に切断された工業用ワイヤーからカケルを守ったときに顔の傷ができたことになっている。作者によると構想段階では傷は片方だけだったが、銀河の個性に対抗するために馬鹿馬鹿しさを覚悟で傷を両方につけたという。
7年後は父親から大企業を受け継いでおり、精力的に働きながら銀河をサポートしている。新生ダークネビュラの研究のことを知り、アフリカから日本のネオバトルブレーダーズ会場までやって来て銀河たちのバトルを見守る。7年後のフェイスハンターズのメンバーは作中では描かれていないが、何人かはキョウヤが拾い周囲を固めており、それぞれの道を進む者も多く全体でつるんではいない。

### キョウヤの劇場版での活躍
バキムに追い詰められた銀河とヘリオスの救援に現れてバキムと戦い、ダークポセイドンの圧倒的な力の前に追い詰められるものの、苦しみながらも獅子爆風激烈弾でバキムを撃破する。

### キョウヤのゲーム版での活躍
全作品に登場する。『爆神スサノオ襲来!』ではスサノオを探す仲間の1人として登場し、奈良の忍者村でベンケイと共に修行し手裏剣を投げることでベイのシュート力を鍛える。『超絶転生!バルカンホルセウス』ではビッグバンブレーダーズ日本代表選抜大会決勝で銀河と対戦する。

### キョウヤのベイブレード
レオーネ145D（しし座）
漫画版で最初に使用。
レオーネD125D
DS第1作ゲーム版のみで使用。
ロックレオーネ145WB
アニメ版では最初から使用。ワイドボールボトムとブレーダーの底知れないパワーによって周囲の風を巻き込み竜巻の壁を作ることができ、風が吹く場所で最大限の威力を発揮する。
ファングレオーネ130W2D
ロックレオーネが新たに進化を遂げたベイ。ファングウィールはコアとフレームに分けられていて、フレームを反転装着することでペガシスと同等のパワーを誇る攻撃型のカウンターモードと鉄壁防御のディフェンスモードに切り替え可能。ウェーブワイドディフェンスは極細のシャープ軸でさらなる持久力を誇り、ウェーブ状で脅威の防御を誇る。
ロックレオーネ.0.M（ロックレオーネ・ゼロ・マッシヴ）
漫画版の読み切り編『ソウルバースト』で使用。

### キョウヤの必殺転技
獅子暴風壁（ししぼうふうへき）
ベイを高速回転させることで周囲に竜巻を生み出すキョウヤの得意技。驚異的な防御力を誇る障壁となるが、竜巻の中心部は無防備という弱点も持ち合わせている。ゲーム『頂上決戦!ビッグバン・ブレーダーズ』ではレオーネのフェイス技で、カウンターレオーネも使用可能。
獅子百烈牙（ししひゃくれつが）
竜巻で岩を巻き上げ相手に飛ばす技。『頂上決戦!ビッグバン・ブレーダーズ』ではレオーネのフェイス技で、ガード不能攻撃になっている。
獅子風牙乱舞（ししふうがらんぶ）
螺旋状の竜巻を生み出すことで、竜巻の中心部が無防備だという獅子暴風壁の弱点を克服した技。キョウヤいわく「攻撃こそ最大の防御」で、防御用の竜巻を攻撃に転用している。大道寺の下での特訓で編み出し、以降も使用している。ゲーム『頂上決戦!ビッグバン・ブレーダーズ』ではレオーネのフェイス技。
獅子王爆風破（ししおうばくふうは）
巨大な竜巻を3つ同時に発生させて相手を攻撃する技。銀河を倒すためだけに作り上げた渾身の必殺転技で、獅子風牙乱舞を上回る威力を持つ。ゲーム『ガチンコスタジアム』と『超絶転生!バルカンホルセウス』ではレオーネ専用技で、『頂上決戦!ビッグバン・ブレーダーズ』ではカウンターレオーネのフェイス技。
獅子爆風激烈弾（ししばくふうげきれつだん）
ベイを竜巻の弾丸と化して空中から相手に突撃する、キョウヤとレオーネの全てを込めた技。『頂上決戦!ビッグバン・ブレーダーズ』ではカウンターレオーネのフェイス技。
真・獅子暴風壁（しん・ししぼうふうへき）
獅子暴風壁を強化した技。嵐の谷での特訓によって獅子暴風壁より158%パワーアップしている。その後ウルフキャニオンでの特訓で改良が加えられ、風の壁よりも強力な砂の竜巻（ウォールオブサンドストーム）を作れるようになっている。
真・獅子風牙乱舞（しん・ししふうがらんぶ）
獅子風牙乱舞を強化した技。
真・獅子王爆風破（しん・ししおうばくふうは）
獅子王爆風破を強化した技。竜巻が5つに増えている。
獅子王逆風撃（ししおうぎゃくふうげき）
嵐の谷で編み出した必殺転技。上空で真・獅子暴風壁を繰り出し空高く飛び上がり反転し、右回転のベイに対して逆回転方向の竜巻を発生させ空気の流れを生み出すことによって、相手のベイの回転力を押さえ込む。
獅子王激砕牙（ししおうげきさいが）
ファングレオーネの真の力を引き出し、その特性を生かしたディフェンスモードからの必殺転技。相手のベイを凄まじい竜巻の中に飲み込み吹き飛ばす。
獅子王爆砕波（ししおうばくさいは）
遊とのバトルで使用。突進してファイナルジャッジメント・インフェルノを耐える。
獅子崩山破（ししほうざんは）
漫画版で使用。バトルブレーダーズ出場前のベンケイとの修行で身につけた技。
スラッシュクロー
DSゲーム第1作でのレオーネ専用技。相手に何度も爪で攻撃する。
獅子皇狂嵐撃（ししおうきょうらんげき）
ゲーム『ガチンコスタジアム』のオリジナルベイ・カウンターレオーネの専用技だが、イベントシーンで一度だけ使用している。
ライジングスクリュー
『頂上決戦!ビッグバン・ブレーダーズ』でのキョウヤの必殺転技。周囲に3つの巨大な渦を作り出し相手を巻き込む。キョウヤ固有の技ではないため他のブレーダーも使用可能。

## 湯宮 ケンタ（ゆみや ケンタ）
声 - 加藤英美里
ベイブレードが大好きな小さな少年。緑色のショートヘアの髪形をしている。アニメ第1シーズンの次回予告のナレーションも担当している。フェイスハンターズであるベンケイたちにからまれていた所を銀河に助けられて以来友人となる。銀河の一番の友達として、彼の身を誰よりも案じている。基本的に温和な性格だが向上心も芯も強い。また、アニメ第53話では、銀河に敗北しユニコルノを回収しに行った正宗に対してやんちゃで小生意気な所を見せていた。遊からは「ケンチー」と呼ばれ親しまれている。非常に小柄な体格のため、ベンケイの肩に乗ることもある。駄菓子のきなこもちやカレー、ハンバーグを好む。
漫画版の連載開始時では小学5年生とされ、ゲーム版でもその設定が反映されているが、その後は対象年齢を考慮して明言しないようになっている。アニメ版では銀河との対比を考えて小学校低学年に設定されている。
『4D』からは服装が新調され、竜牙との旅では帽子とマントを身に着けている。後に竜牙から星の欠片を受け継ぎ四季の「夏」を司るレジェンドブレーダーとなる。本来星の欠片は誰かに譲ったり譲られたりできるものではないが、射手座も竜座と同じく夏の星座であり、竜牙に近づくために共に厳しい旅を続けることで自分を鍛え、竜牙に認められ星の欠片の力を託されたことで星の欠片の力を受け継ぐことができるようになる。
漫画版の構想段階では初期主要キャラクターとして銀河、キョウヤ、ベンケイの他にドイツ系日本人の「ベルガー」が登場する予定だったが、読者の感情移入役としてベルガーの代わりにケンタが登場することになった。

### ケンタのアニメ版での活躍
メタルファイト ベイブレード
登場当初は必殺転技も習得していない未熟なブレーダーだったが、その向上心に加えて銀河との出会いや数々のブレーダーとのバトルで徐々に強くなり、同時に勝率も上がっていく。
その転機となったのが第6話から7話にかけてのヒカルとのバトルであり、銀河の噂を聞き付けたヒカルが彼と勝負するために街に訪れた際、風邪をこじらせて動けない銀河を守るために、自らを銀河だと偽ってヒカルに勝負を挑むが、彼女の必殺転技インフィニティウェーブの前に完敗する。その後ベンケイと激しい特訓を行いパワー不足を補い、まどかから譲り受けたメタルフェイスを組み込むことでサジタリオの回転を安定化させ、ヒカルにリベンジバトルを申し込む。そしてバトルの中で必殺転技フレイムクローを習得しインフィニティウェーブを破って勝利する。
WBBA主催の水上タッグバトルトーナメントではベンケイと組んでベイのパーツチェンジを駆使して勝ち進むが、決勝前に銀河のアドバイスでパーツチェンジに頼りすぎていたことに気付き、最後は自分たちの実力だけで勝ち優勝する。
サバイバルバトルでは渡蟹の策略で怪我を負った際に遊に助けられて彼の正当さに好感はあったが、その遊がダークネビュラの一員と知ってショックを受ける。
チャレンジマッチでは順調にポイントを稼ぎ、期待の注目株となる。同じ頃に宇宙と出会い交友を深め、彼がオリジナルの必殺転技を編み出すきっかけを作る。その後宇宙と再会した際には共にスタジアムを不法占拠する毒島たちと戦い、銀河の助けを得て勝利を収める。
バトルブレーダーズでは1回戦で渡蟹を下すが、2回戦前に傷付きながらダークネビュラから脱走してきた遊の姿を見てダークネビュラに怒りを覚え遊の敵討ちを決意し、彼と純粋に友情を深める。2回戦で水地と対戦し、遊の応援を受けリブラのパーツをサジタリオに組み込み善戦するが、水地の暗黒転技によってサジタリオを破壊され敗れる。その直後に遊が大道寺に誘拐されたため、氷魔と共に遊の救出に向かう。その際大道寺のヴォルフから氷魔を助けるために半壊したサジタリオで応戦するが、ヴォルフの必殺転技を受け氷魔もろとも倒される。しかし彼の身を挺した行為によってサジタリオの破片がヴォルフのウィールにめり込む結果となり、これが大道寺と戦うフェニックスに援護を施す結果となる。決勝戦ではまどかたちと共に銀河の応援をする。
メタルファイト ベイブレード 爆
ビッグバンブレーダーズ日本代表選抜大会に出場するが、正宗との対戦に敗北したことで一歩及ばず6位に終わり、世界への道に涙を飲む。銀河が世界大会に出発する前日には、キョウヤと大会に出られなくて落ち込んでいた銀河にベンケイとともに発破をかけている。その後は日本にてテレビを通じて銀河たちを見守り、世界大会に行けなかった悔しさをバネにして毎日練習をしていたが、ビッグバンブレーダーズ3回戦で銀河たちが一時的に帰国し、再会を大いに喜ぶ。ブラジルで行われた決勝トーナメント第1試合のグレイシーズ戦では銀河たちの応援に直接リオデジャネイロのマラカナン・スタジアムへと駆けつけ、銀河たちと行動を共にする。
その後、決勝戦前日に翼と遊がダミアンの襲撃を受けて戦闘不能になったことで、銀河たちにガンガンギャラクシーの追加メンバーに加えて欲しいと懇願するが、「予選や本戦に一度でも出場した者の代役を認めない」という大会規定により、その望みは叶わぬ物となる。大会終了後に銀河たちがハデスシティに乗り込む際にはヒカルとともに足止めしていたHDアカデミーのブレーダーと戦う。
メタルファイト ベイブレード 4D
かつてベスト8止まりだったWBBA主催のベイブレード定期大会で優勝するなどの成長を見せるが、銀河たちが次々とレジェンドブレーダーへと覚醒していく中で、自分だけがレジェンドブレーダーになれないことに焦りと苛立ちを見せるようになる。その中で自分と同じくレジェンドブレーダーになれないベンケイに励まされてもそれは解決することはなく、当初は銀河たちのレジェンドブレーダーを探す旅に同行していたが、自分が銀河たちの足手まといになりつつあることに引け目を感じ、今の自分にできることを探すために銀河たちと別行動を取ることになる。
その後、モヘンジョ・ダロ遺跡での大会に出場していた竜牙と再会し、彼に邪険に扱われながらも、銀河たちに力を貸して欲しいと必死に懇願し続け、成り行きで彼の修行の旅に同行することになる。竜牙と共にバベルの塔でのバトルロイヤルに出場し翼と戦い、かつて全く歯が立たなかった相手である翼を本気にさせるほどの成長を見せるが、フレイムクローをカウンタースマッシュで破られ敗北する。
竜牙と共に出場したベイスター島チャンピオンシップで銀河と再会し、ベイを通じて語りかけようと銀河と戦う。以前よりもさらに腕を磨き、竜牙に認められ願いを聞いてもらうために銀河に対して強くならなければいけないと気迫を見せる。修行で編み出した新必殺転技を発動するが、力を制御しきれずに不発に終わり敗北する。試合後、ケンタの真意を知った銀河に竜牙のことを任せられる。
ネメシス復活の影響で闇の力に引き寄せられる竜牙を止めようとし、何度倒されても立ち向かうが究極転技によって敗れる。マヤ遺跡でネメシスの復活を許し竜牙を仲間にできなかった自責の念に駆られるが、その後遊の案で彼や正宗と共に銀河たちが乗るヘリに密航し銀河たちと同行、失われた王国で竜牙に一瞬でも本気にさせたことを認められ、彼の星の欠片の力を受け継ぎレジェンドブレーダーへと覚醒する。

### ケンタの劇場版での活躍
ツインドームバトルAブロックに出場するが、準々決勝で銀河に敗北する。その後、アトランティスの民の本拠地に赴いて仲間と共にヘリオスに挑み、サジタリオを溶解寸前にまで追い込まれるが、銀河に助けられる。

### ケンタの漫画版での活躍
第1話から登場。友達と共にベンケイたちにからまれているところを銀河にアドバイスされてベンケイを打ち破る。その後、銀河に目をつけたキョウヤに誘拐されて人質にされるが銀河に救われる。一度竜牙に敗れた銀河がペガシスを復活させるのを見届け、自分も負けないことを誓いバトルブレーダーズに向けて猛特訓をする。バトルブレーダーズ予選前に毒島によってサジタリオを破壊されるが、フェニックスの力とケンタのベイを想う心によってフレイムサジタリオとして蘇らせ、予選で毒島を破る。1回戦では遊と当たり、小さい子供だと侮っていたが彼の暗黒転技に一瞬で敗れる。その後は銀河の応援をする。
ビッグバンブレーダーズ編ではアニメとは異なり、最初から銀河と正宗の世界大会の旅に応援する立場として同行している。
アルティメットブレーダーズでは参加に必要なベイバトルポイントが8千あったため大会に出場する。ポイントは大会に選ばれた64人中最も低い。バリ島スタジアムで行われた3回戦でヨハネスを破り、準々決勝に進出するが第2試合でクリスに敗北する。ネメシスとの決戦前日に訪れた古馬村では銀河とバトルをし、ネメシスを倒し地球を守った後に再びベイバトルすることを約束する。
7年後は大学に通いながらベイブレードの店「B-PIT（ベイピット）」の店長をまかされている（まどかが登場しないため）。ヒーローに憧れており、コスプレ好きという設定。黒銀ゼロに見込みを感じ、彼の実力を試すために「マスクドブレーダーエックス」に変装してゼロに挑む。このときはフラッシュサジタリオのフェイスをXマークにして使っていた。ゼロジースタジアムでのバトルでゼロを翻弄するが、ケンタのアドバイスをきっかけに編み出したゼロの必殺転技に敗れる。バトル後に正体を明かし、以降はゼロたちのバトルを見守る。
B-PITの店長という設定は担当編集者の案によるもの。作者はまどかが登場しているアニメ版との整合性を取るために「ケンタは学生をやりながらの雇われ店長をしているのではないか」と語っている。マスクをかぶって変装したのは銀河、流星の鋼親子の影響であり、マスクドブレーダーエックスのキャラクターイメージは『メダロット』に登場する宇宙メダロッターX。また、コスチュームはケンタが夜なべをして作っている。

### ケンタのゲーム版での活躍
全作品に登場。DSゲーム第1作ではメタルベイシティで行われた大会の一次予選最終試合決勝戦で銀河と戦う。『ガチンコスタジアム』ではオリジナルキャラクターのマリコに憧れており、彼女の前でいいところを見せようとする。『爆誕!サイバーペガシス』ではアニメ版と同じく宇宙と出会い交友を深めていて、ベイブレードの先輩として宇宙の良き相談相手となっている。『爆神スサノオ襲来!』では各地で度々登場し銀河たちに協力をするが、1度ゲームをクリアするまでは仲間には加わらない。

### ケンタのベイブレード
サジタリオ145S（いて座）
漫画版で最初に使用。
サジタリオ145F
DS第1作ゲーム版のみで使用。
フレイムサジタリオC145S
アニメ版では最初から使用。トラックに3本の爪（クロウ）が内蔵されていて、バトル時に開くことで回転力を上げることができる。またアニメ版では第7話から、まどかに譲られたメタルフェイスを使用している。
フレイムサジタリオH145SD→フレイムサジタリオH145S
アニメ第19話でのみ使用。トラックをベンケイのダークブルと交換したもの。普段のサジタリオからは想像もつかないようなパワーを発揮する。19話では他にも、ボトムをボールボトムやセミフラットボトムなどに換装したものも使用している。
フレイムサジタリオC145ES
アニメ版でバトルブレーダーズ2回戦での水地とのバトルでのみ使用。ボトムを遊から借りたリブラのエターナルシャープボトムに換装したもの。サジタリオとリブラの力を併せ持ちサーペントと互角に渡り合う程の性能を見せ、銀河は「遊と一緒に戦っている」と語っていた。
フラッシュサジタリオ230WD
竜牙のエルドラゴデストロイの星の欠片の力を受け継いだことで、新しく生まれ変わったサジタリオ。2層のメタルウィールにバランスよく配置された弓と矢が安定した回転を生み出し、230トラックは相手の攻撃をウィールまで届かせない。メタルウィールを組み変えることで攻撃モードと持久モードを切り替えることができ、攻撃モード時はメタルウィールの形状が楕円形になる。漫画版では最終話で銀河に心を送る際にフラッシュサジタリオに変化している。また、7年後の『ZEROG』でも使用している。
フレイムサジタリオ.8'.C（フレイムサジタリオ・エイトダッシュ・クロー）
漫画版の読み切り編『ソウルバースト』で使用。

### ケンタの必殺転技
射手火焔爪（フレイムクロー）
サジタリオのトラックに内蔵された3本の爪（クロウ）を開き、炎の矢と化して相手に突進する技。漫画版でも同様の技を使用しているが技名が長すぎるため、銀河に名前を尋ねられた際に言い間違えている。ゲーム『ガチンコスタジアム』と『超絶転生!バルカンホルセウス』ではサジタリオ専用技で、『ガチンコスタジアム』では漢字表記となっている。『頂上決戦!ビッグバン・ブレーダーズ』ではサジタリオのフェイス技で、空中でも使用可能。
ダイビングクロー
漫画版では相手にわざと空中に飛ばされたことで、サジタリオに落下するパワーを加えた技。アニメ版ではケンタが竜牙との旅の途中で編み出した上空からの垂直攻撃。
ダイビングアロー
空中から突貫攻撃を仕掛ける技。フラッシュサジタリオにクロウが無くなったために編み出した新必殺転技。
フレイムアーバレス
DSゲーム第1作でのサジタリオ専用技。相手に複数の炎の矢を放つ。
フレイムアロー
『頂上決戦!ビッグバン・ブレーダーズ』でのサジタリオのフェイス技。炎の矢を真正面に放つ飛び道具。
エナジーレイン
『頂上決戦!ビッグバン・ブレーダーズ』でのケンタの必殺転技。上空に撃ったエネルギーが雨のように降り注ぎ、相手にダメージを与える。ケンタ固有の技ではないため他のブレーダーも使用可能。

## 花輪 ベンケイ（はなわ ベンケイ）
声 - 三宅健太
フェイスハンターズのメンバーの大柄な少年。かつてキョウヤとのバトルに敗れて以来、その強さに惚れ込んで慕うようになる。普段は牛のマークが付いたニット帽をかぶっていて、その下は紫色の短髪。力は強いが単純で、お人好しで世話焼き。
苗字はアニメでは表示されていないが、漫画版と劇場版の公式ページでは表示されている。
初めは汎用ベイブレードを使用していたが、大道寺から銀河打倒のためにダークブルを渡される。それ以降「ブルルル」と唸る癖が出るようになる。好物はサーロイン、トリプルビーフバーガー。遊から「ベンベン」と呼ばれている。
実力は相当のものだが全体の勝率に関しては低く、それに対して遊からは「そのうちケンチーにどんどん差をつけられてしまうかもよ」と忠告されている。
フェイスハンターズの中でもキョウヤへの思いは強く、彼に再戦を約束された際や意識不明から回復した際は一番喜んでいる。また本編の序盤で、まだまだ素性が明かされていないダークヴォルフやダークブルなどの名前や外見などを知っているなど、ベイの知識があるという一面を覗かせている。
靴はAJ5、服装は猛牛軍団やAJのジャージがモデル。キョウヤたちと違い、『4D』でも服装の変化はしていない。『ZEROG』では帽子は外しており、無精髭を生やしている。

### ベンケイのアニメ版での活躍
メタルファイト ベイブレード
卑怯なベイバトルを仕掛けてベイポイントを奪っていたが、キョウヤが大道寺にさらわれ、返してほしければ銀河を倒せと言われる。自ら銀河に挑戦したり渡蟹やヒカルを差し向けたりするが、渡蟹の卑怯な戦い方を見てベイバトルは堂々とやるものだと気付く。その後本来のお人よしで面倒見の良い性格を表に出すようになり、キョウヤに倒された頃の昔の自分を重ねているケンタに特訓をしたり、銀河たちを助けたりするようになる。
第7話にてケンタと特訓をしていたことを渡蟹に密告され、フェイスハンターズからの脱退を余儀なくされ以後は銀河たちと行動を共にする。大道寺のもとから戻り急変したキョウヤに痛めつけられたときは涙ながらに銀河にキョウヤのことを託し、キョウヤが正気を取り戻したときも涙を流して喜んでいる。
バトルブレーダーズでは1回戦でデスカプリを破るが、2回戦でキョウヤに敗北する。
メタルファイト ベイブレード 爆
ビッグバンブレーダーズ日本代表選抜大会において、ケンタを上回る5位という成績を残している。その後ビッグバンブレーダーズ1回戦のガンガンギャラクシーと王虎衆の戦いを見る内に自分を抑えられなくなり、街に別れを告げ一人何処かへと旅立つ。
その後マスクを被って正体を隠し、キョウヤが所属するアフリカ代表チーム・ワイルドファングにサブメンバー「マスクドブル」として参加するが、銀河たちには完全にバレている。第3試合でダムレとのタッグバトルで翼や遊と戦うが、暗黒の力を暴走させた翼に全く歯が立たずに敗北する。
ワイルドファングが敗北した後はマスクを脱ぎ再びキョウヤと共に旅に出るが、大会終了後の第96話にてアメリカまでやって来て、エンソとセレンに追い詰められたケンタとチャウシン、チーユンをダムレと共に助け、97話ではキョウヤをハデスシティに行かせるためにハデスインクと戦う。
メタルファイト ベイブレード 4D
レジェンドブレーダー探しの旅に銀河たちと同行する。中国で行われたタッグトーナメント「登竜門」ではキョウヤとタッグを組み出場する。1回戦を勝ち上がり、2回戦ではヨハネスとモッティを相手に戦い、弱そうなモッティを倒し勝負を早めに終わらせようとするがキョウヤの役に立とうした行動が裏目に出て、モッティと同時にスタジアムアウトし負けにはならなかったがキョウヤから激しく怒鳴られる。だがキョウヤがヨハネスを倒したことで勝利する。準決勝ではアグマの必殺転技によってキョウヤと共に一瞬で敗北する。ミストマウンテンでは銀河たちを先に行かせ、妨害するバオ、ヨハネスたちと戦い、僅差で勝利する。
銀河たちとマヤの遺跡に乗り込んだ際はトビー、ゼオと共に遺跡前でヨハネスたちと交戦し銀河たちを先に進ませるが、後から来た竜牙の一撃でヨハネスらごと倒される。
メタルファイト ベイブレード ZEROG
TC（盾神コーポレーション）傘下のファーストフード店「ブルバーガー」の店長兼ベイパークの指導者を務める。忍の才能を誰よりも早く見抜いており、彼に負けたゼロに「あいつに負けたのなら仕方が無い」と慰めている。後に「銀河を超えるブレーダーになる」と公言するゼロのことを気に入り、自らゼロの師匠役を買って出る。
ゼロが憧れの銀河からサムライイフレイドを託されたと聞かされたことで、忍がゼロに嫉妬し彼とのシンクロームを拒んだ際は、その嫉妬を「小さなこと」と一蹴し、ゼロが誰からベイを託されたかなど関係ないと忍をたしなめている。

### ベンケイの劇場版での活躍
ツインドームバトルのBブロックで正宗に敗北し、その後乱入してきたヘリオスに全く歯が立たずに敗北する。

### ベンケイの漫画版での活躍
第1話から登場。初めは学ランを着ていたが、バトルブレーダーズ編からアニメと同じ服装になる。
フェイスハンターズとして暴れ回っていたが銀河に敗れたことで正々堂々戦うことこそ本物の男だと気付く。バトルブレーダーズまでの3ヶ月間に強くなるためにキョウヤと修行を行い、その末にダークブルを手に入れている。
バトルブレーダーズで銀河たちと再会して彼らに謝罪し、和解と同時に友情を深める。1回戦では竜牙と対戦するが彼の圧倒的な力に気付き、キョウヤたちに少しでもエルドラゴの攻略になれればと、敢えて挑発して攻撃に耐え続けた結果、ブルの犠牲と引き換えにレイジングモードの存在を教えることになる。
ビッグバンブレーダーズ日本代表決定戦ではBブロック決勝戦のバトルロイヤルで正宗に敗北する。以降は試合に出ている描写は無いが、キョウヤと共に登場することが多い。
7年後はアニメ同様ハンバーガー店を経営している設定で、キョウヤと共にネオバトルブレーダーズ会場でゼロたちのバトルを見守る。

### ベンケイのゲーム版での活躍
全作品に登場する。『超絶転生!バルカンホルセウス』では素顔の状態でワイルドファング3人目のメンバーとして登場。

### ベンケイのベイブレード
ブル125SF（おうし座）
漫画版で最初に使用。
汎用ベイブレード
アニメ版で最初に使用。
ダークブルH145SD
大道寺から打倒銀河のために渡されたベイ。分類上ではバランスタイプだが、ベンケイ本人のパワーが加わり攻撃力が増している。攻撃と防御が一体になった牛の角のようなホーントラックでのアッパー攻撃を得意とし、ホーントラックの4つのアタックホーンとダークウィールの12枚刃をあわせ、怒涛の16連打も可能となっている。
ダークブルC145S→ダークブルC145SD
アニメ第19話でのみ使用。トラックをケンタのフレイムサジタリオと交換したもの。攻撃力は下がったが、持久力と防御力は格段に増している。19話では他にも、ボトムをボールボトムやセミフラットボトムなどに換装したものも使用している。

### ベンケイの必殺転技
ブルアッパー
ホーントラックを用いたアッパー攻撃。ゲーム『ガチンコスタジアム』ではブル専用技で、『頂上決戦!ビッグバン・ブレーダーズ』ではブルのフェイス技。
トルネードブルアッパー
ブルアッパーを強化した技。
レッドホーンアッパー
トルネードブルアッパーを強化した技。『頂上決戦!ビッグバン・ブレーダーズ』ではブルのフェイス技で対空技になっている。
マキシマムスタンピード
超威力の突進攻撃で、ベンケイ最大の技。
猛牛16連撃（もうぎゅう16れんげき）
漫画版で使用。ゲーム『超絶転生!バルカンホルセウス』ではブル専用技。
ラースフルロック
DSゲーム第1作でのブル専用技。複数の岩と共に相手に体当たりする。
ブルチャージ
『頂上決戦!ビッグバン・ブレーダーズ』でのブルのフェイス技。前方に猛突進する。
フレイムダンク
『頂上決戦!ビッグバン・ブレーダーズ』でのベンケイの必殺転技。炎の波を発生させ相手を空に舞い上げる。ベンケイ固有の技ではないため他のブレーダーも使用可能。

## 大鳥 翼（おおとり つばさ）
声 - 入野自由 / 子供時代 - 広橋涼
銀色の長髪と褐色肌が特徴の少年。鷲を一羽連れていて、どこからともなく飛んで来て翼の手助けをする。五感に優れていて魚を素手で難なく捕らえて銀河を驚かせたこともある。クールで寡黙な性格で常に冷静沈着であり、日本代表チーム内では戦略家の面を見せるが、正宗からは暗いと言われている。空中殺法を得意とし、テクニックとスピードを活かして戦う技巧派タイプのブレーダー。チーユンからは「綺麗に勝とうとし過ぎて、勝利に対する執念が足りない」と批判されているが、遊には「綺麗に勝とうとするのが本当の翼」だと言われている。
アニメ第79話では、回想シーンで子供時代の翼が登場している。
キャラクターデザインが起こされた段階でアニメ版の監督杉島邦久から「スパイ的立ち位置の味方キャラとして使いたい」と要望されるが、原作となる漫画版ではそれを活かせる状況とページ数が作れなかったため、敵キャラクターである暗黒三闘士（ダークトライデント）の設定が作られた。三闘士はそれぞれ異なる3つの「悪」を持ったブレーダーで、翼は「理性」の力を暗黒転技に使用している。

### 翼のアニメ版での活躍
メタルファイト ベイブレード
第24話から登場。チャレンジマッチでポイントを稼ぐ銀河の前に突然現れ、彼に絡んでいたはぐれブレーダーを蹴散らす。しばらく共に旅をして交流したように見えたが、スグソコシティでのチャレンジマッチで銀河にわざと敗北した後に意味深な発言をしダークネビュラに自ら売り込み入る。ダークネビュラに入る際のテストにおいて遊とバトルし引き分けるが、「まだ本当の爪を見せていない」と言い真の実力を隠し、チャレンジマッチの銀河やケンタとのバトルでは戦いを通してアドバイスを送るなど謎の行動を取る。
ダークネビュラの情報網をもってしてもその素性はほとんど明らかにされていなかったが、その正体はWBBAから依頼された特捜ブレーダーであり、ダークネビュラに入ったのも大道寺とエルドラゴを調べるための潜入捜査だったことが判明。エルドラゴのデータを調べていたところを竜牙たちに知られ竜牙とバトルをして追い詰められるがフェニックスに助けられる。自分1人で竜牙を倒すことにこだわり銀河の強さを疑問視していたが、銀河とフェニックスの勝負を見て銀河が仲間との絆で強くなったことに気付き、その力があれば竜牙にも勝つことができるかもしれないと悟り、銀河たちに自分の素性・目的を全て話して彼らの仲間となる。
バトルブレーダーズでは1回戦で双道レイキを下し、2回戦で竜牙を相手に一度は暗黒転技を破るなど善戦するが敗れ去り倒れる。決勝戦で銀河が竜牙を倒した後にキョウヤ、ヒカルと共に目を覚ます。
メタルファイト ベイブレード 爆
ビッグバンブレーダーズ日本代表選抜大会ではキョウヤとの対戦時に、「勝ちたい」という邪念から暗黒の力に囚われ始める。その後キョウヤに敗北するが、遊との対戦時ではリブラの振動波と共鳴することによって彼の必殺転技を打ち返し、最後まで自分を見失うこと無く勝利してレギュラーメンバーの座を勝ち取る。
ビッグバンブレーダーズ1回戦でチーユンと対戦した際は彼に挑発され再び邪念が湧き上がり暗黒の力を発動させ暴走するが、結果的に自滅して敗北する。以降はそのことが尾を引いており、試合に出ることに内心では否定的になっている。
2回戦では正宗がプーテンの策略で行方不明になったことで、遊に世界の舞台を経験させるいい機会だという名目で出場権利を遊に譲る。
3回戦で遊とのタッグバトルでマスクドブルやダムレと対戦した際は、周囲の期待のプレッシャーと追い詰められた焦りにより再び暗黒の力が発動し、その力で勝利を得るも暴走してそれでも足りんとばかりに破壊活動を行い、精神的にも肉体的にもかなりのダメージを受け入院する。この時、バトルブレーダーズでの竜牙とのバトルでエルドラゴの暗黒の力に汚染され、それ以来度々暴走するようになったことが判明する。
その後チーユンとゲオルグの試合をテレビで観戦してから病院から姿を消し、イタリアでシーザーに戦いを挑むがまたしても暗黒の力が暴走。駆けつけたウェルズとソフィに追い詰められるが、そこへ姿を現した竜牙に助けられ、暗黒の力を克服するためには一度受け入れて染まってしまえと竜牙に助言される。
Aブロック決勝戦第2試合では遊とのタッグバトルでウェルズ、ソフィと戦うことになるが、またしても暗黒の力が暴走する。しかし人は誰でも闇と光を持つこと、そして闇があるからこそ光が見えることを悟り、暗黒の力を受け入れろという竜牙のアドバイスの真意を悟り、暗黒の力を克服。新必殺転技シャイニングトルネードバスターでウェルズとソフィを一撃で倒す。
決勝トーナメント準決勝のグレイシーズとの試合では、勝ち抜きバトルの最終戦でアルゴと戦い、勝利のためなら手段を選ばないアルゴの前に窮地に立たされる。アルゴに散々挑発されるが銀河たちの応援に励まされ、レイギルの弱点であるラバーセミフラットボトムを狙い撃ちし、アクイラを損傷されながらもアルゴを撃破する。
その後、損傷したアクイラが決勝戦直前にまどかの手によって修復され、遊と共に陸上競技場でアクイラの試運転をしていたが、そこへ突然現れたダミアンに襲撃されて意識不明の重体となり、アクイラも半壊させられる。
大会終了後の第97話にて遊と共に復帰し、まどかによってアクイラも修理してもらう。その後ハデスシティに向かう銀河を妨害するアルゴの前に現れ、再び彼を撃破する。ハデスシティに乗り込んだ際に、アレンジシステムのカプセルの中に閉じ込められた遊を救うためにジャックと対戦し、決勝戦に出られなかった無念さをぶつけ、シャイニングトルネードバスターでジャックを撃破する。最終回では武者修行に出る決意をし、最後は遊と共に参加できなかった優勝記念パーティーをしてもらう。
メタルファイト ベイブレード 4D
一度は武者修行に出ていたが第105話でWBBA本部に現れ、流星からの依頼で銀河たちとは別に単独行動でレジェンドブレーダーの捜索に向かう。その後、バベルの塔で行われた大会で優勝商品となる光の宿るベイを手にし、自身がレジェンドブレーダーになるために出場する。そこでケンタと再会し、強くなった彼に苦戦するが最終的に撃破する。しかし次の竜牙とのバトルでは、暗黒の力を克服した必殺転技を究極転技によって破られ敗北する。
アメリカの大会スフィア360にWBBAの特別推薦枠で出場することになり、3人だけ抜けられるAブロックのバトルロイヤルではトビオを破り、次にアルゴに追い詰められたゼオ、トビーを助け、3人の必殺転技でアルゴに勝利し決勝進出する。決勝のバトルロイヤルではジグソーの必殺転技に耐え切り、正宗とぶつかり合うキングに勝負を挑むが彼の必殺転技に敗北する。
ネメシスが復活したマヤ遺跡では遅れてやって来て、瓦礫で塞がれた入口を切り開き退路を作ることで銀河たちをラゴウの必殺転技の直撃から辛うじて免れさせる。失われた王国では太陽系レジェンドブレーダーたちが捨て身の攻撃で倒れた後、シャイニングトルネードバスターでネメシスの障壁を攻撃しゼウスの結界完成のための突破口を開く。
メタルファイト ベイブレード ZEROG
7年後では流星の後を継ぎ、WBBAの本部長に就任している。服装を新調し、これまでの長髪も短くしている。レジェンドブレーダーと共にネメシスと戦い世界の危機を救ったことで、忍からは大先輩として「大空の荒鷲」と呼ばれ慕われている。ネメシスクライシスの後、まどかの協力を得てベイブレード新時代のための新たなシステムであるゼロジースタジアムとシンクロームを可能にした新たなベイブレードを完成させる。
ゼロたちをはじめとする全国のブレーダーたちの成長に手応えを感じ、全国大会ネオ・バトルブレーダーズを開催し決勝大会では開会宣言を行う。

### 翼の劇場版での活躍
ツインドームバトルAブロックの準決勝で銀河に敗北し、試合後に突如乱入してきたヘリオスに追い詰められるが銀河に救われる。その後ヘリオスの居場所を突き止めて潜入し、スペースシャトルを制御するまどかを身を挺して守るなど、銀河たちを影からサポートする。

### 翼の漫画版での活躍
第9話から登場。竜牙の忠実な部下で暗黒三闘士のリーダー格。アニメ版とは服装や髪の色も異なり、目を閉じていることが多い。
バトルブレーダーズ1回戦でヒカルを破り、準々決勝のバトルロイヤルでは自身の暗黒転技と遊とのコンビネーションにより銀河とキョウヤを苦しめる。先に遊が敗れた後も1人で銀河たちの合体転技と互角に戦うが、最終的に敗れる。アニメ版と異なりビッグバンブレーダーズ編には登場していないが、最終話でネメシスと戦う銀河にブレーダーの心を送っている。
読み切り編『ソウルバースト』では、暗黒三闘士の2人とともに大会を観戦していた。

### 翼のゲーム版での活躍
『ガチンコスタジアム』から登場する。『爆神スサノオ襲来!』ではスサノオを探す仲間の1人として登場し、沖縄で感覚を研ぎ澄まし昼間の空を見る修行をする。

### 翼のベイブレード
アースアクイラ145WD（わし座）
バランスタイプのベイ（ディフェンスタイプと紹介されることも多い）。大口径ワイドディフェンスボトムによって驚異的な防御力と持久力を併せ持ち、スタミナとディフェンスの両方の特性を兼ね備えている。

### 翼の必殺転技
メタルウイングスマッシュ
上空から空を舞うように何度も攻撃を仕掛ける技。ゲーム『超絶転生!バルカンホルセウス』ではアクイラ専用技で、『頂上決戦!ビッグバン・ブレーダーズ』ではアクイラのフェイス技。
カウンタースタンス
相手の動きに合わせてカウンターを繰り出す翼の切り札。
ストリームスラッシュ
衝撃波を放ちながら上空から攻撃する技。
ダイビングクラッシュ
相手のアタックの力を利用して高くに飛びあがってから、落下と共に相手にアタックをしかける技。
カウンタースマッシュ
上空や地上からカウンターの突進攻撃を仕掛ける技。『頂上決戦!ビッグバン・ブレーダーズ』ではアクイラのフェイス技。
スマッシュクロー
上空から鋭い爪のような一撃を繰り出す翼の得意技。『頂上決戦!ビッグバン・ブレーダーズ』ではアクイラのフェイス技。
シャイニングトルネードバスター
暗黒の力を克服した翼が新たに編み出した技。アクイラを螺旋状のオーラで包み込み、上空から突貫攻撃を仕掛ける。
大鷲空襲撃（ハンティングフォール）
ゲーム『ガチンコスタジアム』でのアクイラ専用技。
フライングインパクト
『頂上決戦!ビッグバン・ブレーダーズ』での翼の必殺転技。上空から突撃し相手にダメージを与える。翼固有の技ではないため他のブレーダーも使用可能。

### 翼の暗黒転技
AGFR（アクイラグレートフェザーリフレクション）
漫画版で使用。メタルウィールによって相手の攻撃を弾き飛ばす技だが、真上からの攻撃が弱点。

## 天童 遊（てんどう ゆう）
声 - 名塚佳織
練習もせずに何でもできてしまう天才肌の少年。ダークネビュラにスカウトされ、竜牙とのバトルで初めて敗北を経験し彼の強さに惹かれダークネビュラに入った。濃い黄色のショートヘアが特徴。ケンタほどではないが小柄な体格で、幼い容姿相応に無邪気でわがままな性格をしているが異常なほどの強さを誇り、また愛着が湧いた相手に独特のあだ名をつけるくせがある。水地零士が登場するまではダークネビュラのナンバー2と目されていて、ビッグバンブレーダーズ日本代表ではサブメンバーに選ばれている。スーパーサブと称されることもある。
キョウヤの獅子暴風壁のわずかな切れ間を見極めたり、砂嵐の中でもベイの位置がわかる力を持っている。子供扱いされることを嫌うが、ダークネビュラでの自室は玩具やぬいぐるみで溢れ返っている。左袖の中にランチャーを隠していてホルダーなどを装着していないが、アニメ第68話と第130話での水着着用時には腰に装着している。好きなものはスイーツとキモカワ系ぬいぐるみ。
銀河には「ベイブレードの天才」と評され、その必殺転技を破るには努力と工夫を積み重ねていくしかなかったと言われているが、遊本人は努力の意味が分からないと言い、練習や修行もせずにバトルに挑むことが多い。また彼の必殺転技は強力だがバトルでそれに頼り過ぎており、ひとたび破られると即座に負けに繋がることをアレクセイに看破されている。さらに超振動による砂地獄は仲間を巻き込むこともあり、タッグバトルでの相性は悪い。唯一砂地獄の上を超低空で滑空できるアクイラとは相性が良く、タッグでは翼と組むことが多い。必殺転技はベイにかかる負担が大き過ぎると、まどかから忠告を受けている。
ダークネビュラで同期だった翼のことを何かと気にかけており、ビッグバンブレーダーズ日本代表選抜大会での翼とキョウヤの試合では翼を応援している。また流星が暗黒の力に侵されて暴走した翼をガンガンギャラクシーのメンバーから外すことを提案した際、彼は最後の最後までそれに反対し、こんな形でレギュラーになんかなりたくない、翼を外すなら自分もチームから離脱するとまで言い切っている。
アニメ第82話でグレイシーズのエンソに「のうのうと生きてきた」と揶揄された際に、「僕のことについて何も知らない癖に!」と激怒している。
服装のデザインは横山光輝や石ノ森章太郎などの昭和の作品をイメージしている。
漫画版で暗黒三闘士である遊は、「本能」の力を暗黒転技に使用している。

### 遊のアニメ版での活躍
メタルファイト ベイブレード
第20話から登場。大道寺が放ったダークネビュラの一員としてWBBA主催のサバイバルバトルに参加し、銀河やキョウヤ、ケンタたちを破り優勝し、その優勝者の権利としてWBBAにバトルブレーダーズの開催を認めさせる。竜牙を慕い彼にかなうものは誰もいないと思っていて、バトルブレーダーズで強いブレーダーを蹴散らす竜牙を見たいと語る。
ダークネビュラに身を置く立場だが、彼自身は純粋にベイバトルを好むブレーダーであり、怪我をしたケンタを助ける際に「怪我してる相手とバトっても、つまんないだろ」と発言する。ダークネビュラの敵であるはずのケンタに親しく接したり彼らを応援し、ケンタやベンケイに会うたびに彼らの調子を狂わせる。
新たにダークネビュラに加入した翼の実力を測るためにバトルをするが引き分けに終わる。翼とは任務で行動を共にするが仲が良いとは言えず、ベガスシティのチャレンジマッチ決勝バトルロイヤルでは仲違いし優勝を逃す。大会の途中から翼の行動に不信感を持ち始め、翼の正体が発覚した時に彼を追い詰めようとする。
銀河に対しては実力を認めているものの、ケンタが彼を慕うのを納得していなかったが、バトルブレーダーズ1回戦での銀河との対戦でベイバトルの本当の楽しさを知り、彼を認めるようになる。しかし銀河に敗北したことで大道寺により水地との制裁バトルをさせられ、自分を含めたダークネビュラのブレーダーたちがエルドラゴの生贄に過ぎなかったと知りショックを受け、竜牙の非道に涙を流す。水地によってリブラをボロボロにされて追い詰められるが、ラストジャッジメント・インフェルノを発動中の隙をついて辛くも脱出する。
その後2回戦でのケンタと水地の対戦時には疲弊した体ながらもケンタの応援に駆けつけるが、その直後に大道寺によってエルドラゴの餌にするべく誘拐される。しかしケンタと氷魔、さらには窮地に馳せ参じたフェニックスによって大道寺が倒され無事に救出され、以後は銀河たちと純粋に親交を深めていくこととなる。
メタルファイト ベイブレード 爆
新生WBBA初の大会の準決勝で輝に勝利し、決勝の翼とのバトル中に正宗の乱入によって正宗と戦うが必殺転技発動中に不意打ちされたうえ、バトルを放棄される。そのため正宗とのバトルにこだわっていたが、ビッグバンブレーダーズの日本予選では正宗とバトルができず4位に終わる。
代表を賭けた正宗とのバトルでは得意の超振動による攻撃で有利だったが、ラストジャッジメント・インフェルノを紫電の一閃で強引に破られ敗北する。
その後はキョウヤの辞退により空席となったレギュラーの座を賭けて翼と対戦し、同じ波長の振動波でリブラの振動波を打ち消そうとするアクイラに対して超振動の周波数をランダムに変える技で対抗するが破られ敗北する。結局サブメンバーとなるが、遊本人はサブであることに不満を持っていて事あるごとに正宗たちに交代するように頼む。
ビッグバンブレーダーズ2回戦でプーテンの策略によって行方不明になった正宗の代役として、ロシアチームのアレクセイを相手に初めて世界大会で戦うことになる。特殊な波動を出すスタジアムの影響下で必殺転技を封じられて苦戦を強いられるが、機転を生かしてフィールドを破壊して波動を乱し、逆にアレクセイの必殺転技を封じて勝利する。
Aブロック3回戦のワイルドファングとの第3試合では、翼とのタッグバトルでマスクドブルとダムレを相手に戦い、暗黒の力を暴走させ敵味方関係なく暴れ回った翼に攻撃されるが結果的に翼の活躍で試合には勝利する。
Aブロック決勝戦第2試合でのウェルズとソフィとのバトルでは、暗黒の力に飲み込まれて暴走した翼を身を挺して正気に戻し、翼が暗黒の力を克服することに大きく貢献する。
第81話でブラジルチーム・グレイシーズのエンソにレース形式のストリートバトルを挑まれ、途中から乱入してきたアイアン、セレンの攻撃を受けながらも技を駆使し一番でゴール寸前までいくが、アルゴの乱入によりリブラに傷がつき、さらに自身も怪我を負う。その影響で決勝トーナメント1回戦のグレイシーズとの試合で本来の実力を発揮することができず、勝ち抜き戦第1試合でエンソに敗北する。
その後、損傷したリブラが決勝戦直前にまどかの手によって修復され、翼と共に陸上競技場でリブラの試運転をしていたが、そこへ突然現れたダミアンに襲撃されて意識不明の重体となり、リブラも半壊させられる。
大会終了後の第97話にて復帰し、まどかによってリブラも修理してもらう。その後、翼とともにアルゴを破って銀河を助け、ハデスシティに乗り込むが、興味本位で調べていたアレンジシステムのカプセル内にジャックによって閉じ込められる。まどかがシステムをハッキングして遊を助けようとするが時間がかかるため、業を煮やしてラストジャッジメント・インフェルノでカプセルを破壊して脱出に成功する。最終回では武者修行に出る決意をし、最後は翼と共に参加できなかった優勝記念パーティーをしてもらう。
メタルファイト ベイブレード 4D
当初は翼と共に武者修行の旅に出ていたが、WBBA本部に翼が呼び出されたために1人で修行することになる。しばらく連絡が取れない状態だったが、ベイバンバ渓谷で悪さを働くと噂されるモンスターの退治に出たところに同じく村人に退治を依頼されたキョウヤと再会し、キョウヤのベイが新しくなったことに興味を示しバトルする。途中でモンスターに乱入されるが、その正体のティティがベイで遊びたかっただけだと知り、彼とバトルすることで仲を深める。その後キョウヤとティティを連れマヤ遺跡に乗り込み銀河たちと合流し、正宗、キングと共にハーシェルとケイザーを倒す。
レジェンドブレーダーがヘリで失われた王国に向かう際、遊と離れたがらないティティを大人な態度で言い聞かせるが、後に自らの案でケンタ、正宗と共にヘリに密航し銀河たちと同行する。失われた王国では正宗、翼と連携攻撃を行い、ファイナルジャッジメント・インフェルノでネメシスの障壁を打ち破ることに成功し突破口を開く。

### 遊の劇場版での活躍
ツインドームバトルBブロックで行われた正宗との試合後、突如乱入してきたヘリオスに全く歯が立たずに敗北する。銀河たちと敵本拠地アクロポリスに乗り込んだ際には、襲い掛かるアトランティスの民をラストジャッジメント・インフェルノで撃退する活躍を見せている。

### 遊の漫画版での活躍
第9話から登場。竜牙直属の部下の暗黒三闘士（ダークトライデント）の1人。バトルブレーダーズ1回戦でケンタを暗黒転技で破り、準々決勝のバトルロイヤルでは翼とタッグを組み銀河、キョウヤと戦い彼らを苦しめるが、2人の合体転技に敗れる。登場当初はアニメ版とはやや異なる服装だったが、第13話の途中からアニメと同じ服に着替えている。アニメ版と異なりビッグバンブレーダーズ編には登場していないが、最終話でネメシスと戦う銀河にブレーダーの心を送っている。
読み切り編『ソウルバースト』では、暗黒三闘士の2人とともに大会を観戦していた。
作者によると二面性のある所や性格付けはやや異なるが、基本線はアニメと一緒だという。

### 遊のゲーム版での活躍
『爆誕!サイバーペガシス』から登場する。『爆神スサノオ襲来!』ではスサノオを探す仲間の1人として登場し、鳥取砂丘でケンタと共に足腰を鍛える修行をする。

### 遊のベイブレード
フレイムリブラT125ES（てんびん座）
空気の超振動によってスタジアムを砂に変えたり、振動弾を飛ばして相手を攻撃することができる。また、フリー回転するエターナルシャープボトムとウィールトラックの生み出す遠心力で長時間の持久力を誇る。その持久力はスタミナタイプの中でも群を抜き、究極のスタミナタイプとも呼ばれる。エターナルシャープボトムのバランスの取れた攻撃はアタックタイプのパワーにも匹敵する。

### 遊の必殺転技
ソニックウェーブ
超振動によって周囲を砂地獄に変える技。超振動で起こした衝撃波を弾丸のように撃ち出し、離れた相手を攻撃する使い方もあり、ゲーム『頂上決戦!ビッグバン・ブレーダーズ』でリブラのフェイス技として登場した際もこの飛び道具としての用法で実装された。
ソニックバスター
ソニックウェーブの強化版。砂地獄が広がるスピードが速くなっている。砂嵐を発生させることもできる。
ソニックシールド
超振動によって空気の壁を作り出し、相手の攻撃を防ぐ技。『頂上決戦!ビッグバン・ブレーダーズ』ではリブラのフェイス技。
ラストジャッジメント・インフェルノ
空気全体を地震のように揺らし、超振動の渦の中に相手を引きずり込んでスリープアウトさせる遊の奥の手。超振動中のリブラは無敵の鎧をつけているのと同じだと言われている。超振動の周波数をランダムに変えることもできる。ゲーム『超絶転生!バルカンホルセウス』ではリブラ専用技で、『頂上決戦!ビッグバン・ブレーダーズ』ではリブラのフェイス技。
ファイナルジャッジメント・インフェルノ
ラストジャッジメント・インフェルノを何倍も強化した技。
オールレンジアタック
『頂上決戦!ビッグバン・ブレーダーズ』での遊の必殺転技。強力なエネルギーを纏い、相手を自分のもとに引きずり込む技。遊固有の技ではないため他のブレーダーも使用可能。

### 遊の暗黒転技
リブラジャッジメントフレア
漫画版で使用。炎を放つことができる。

## 角谷 正宗（かどや まさむね）
声 - 三瓶由布子
アニメ第2シーズン（『爆』）から登場する帰国子女の少年で、自称「世界最強ナンバー1ブレーダー」。逆立った黒髪に一房の赤い前髪が垂れ下がっているのが特徴。銀河と同様に熱血漢でお互い何かと張り合い、彼と一緒にいるときは銀河も子供っぽい面を見せる。良くも悪くも一本気な性格でお調子者な所があるが、たまに直感で鋭いことを言ったりベイバトルで本能を働かせることもある。また、自分のことを優先して突っ走るあまり周りを省みない悪い癖があり、その性格が災いして後に大きなトラブルの元にもなっている。本人はそのことを自覚しているようで、様々なブレーダーと戦うことで、自らのブレーダー魂を鍛えて『爆』の後半では人間的にも成長していく。
ビッグバンブレーダーズ開催の3年前、アメリカに来たばかりの時に偶然見つけたベイブレードのジム「ダンジョンジム」でゼオとトビーに出会い、共に世界一のブレーダーになることを誓い合う仲間になる。信条である「努力は決して裏切らない」という言葉はトビーから教わったもの。
好物はお菓子で作中で何かを食べているシーンが多い。漫画版ではポテチとポッキー派。アメリカからの帰国子女だが横文字には弱い。漫画版では囲碁将棋や簡単なビデオゲームくらいならよくするが、戦術が真っ直ぐすぎて決して強いとは言えない。
アニメ第52話において、翼と遊のバトルに乱入したために遊からは「乱入くん」と呼ばれ、ビッグバンブレーダーズ日本代表選抜大会でのバトル直後に「ムネリン」と呼ばれるが、それ以降は呼び捨てにされている。ゲーム『爆神スサノオ襲来!』では「ムネリン」と呼ばれている。
漫画版の裏設定ではダークネビュラの関連企業が作っているスポーツ用品ブランド「DAIDO‐G」の服を着用しており、作者によると正宗と大道寺は何らかの関係があるとされるが本編では触れられていない。

### 正宗のアニメ版での活躍
メタルファイト ベイブレード 爆
バトルブレーダーズが開催された時にアメリカで修行していたために、大会には参加できなかった。そのためバトルブレーダーズで優勝した銀河に強いライバル心を燃やしており、彼と戦うべく帰国する。
銀河との対面以降、幾度となくバトルを申し込みその都度ギャラクシーペガシスに敗北するが、闇雲に挑んでいたわけではなく、戦いながら銀河ですら持て余し気味なギャラクシーペガシスの動きを頭に叩き込んでいく。最終的に一度だけ銀河に勝利するが、銀河からは「まぐれだ」と言われる。
ビッグバンブレーダーズ出場権をかけた日本代表選抜大会決勝第1試合では遊を破りレギュラーメンバーとなる。
大会開催後は確かな実力を試合で見せてはいたが、自分よりも銀河が評価されていることに反感を抱いたり、1回戦の王虎衆戦で自分が目立つためだけに翼が勝って銀河に負けることを要求するなど、自分勝手な振る舞いが目立ち周囲に迷惑をかける。その1回戦では試合前日にチャウシンに挑発され敗れたことで彼に対抗心を燃やし、特訓の末にこれを倒すが、2回戦が行われるロシアではプーテンの罠に掛かり、試合に出ることはできなかった。3回戦のワイルドファング戦で銀河と戦うために敵チームとして挑んできたキョウヤの心境を理解せず、自分がキョウヤと戦うと主張していたが皆に咎められ、半ば強引にナイルと対戦することになる。しかし今までナンバー1を自称し増長していた姿勢が仇となり完敗、自らの未熟さを思い知らされる。その後銀河とのタッグバトルでナイルと再び戦う機会を得て、銀河の協力もあってナイルを撃破する。
Aブロック決勝戦では第1試合でゲオルグと戦うが、力及ばず敗北する。決勝トーナメント準決勝のグレイシーズとの勝ち抜きバトルでは第2試合で遊を倒したエンソを軽々破るが、第3試合でセレンの言葉に簡単に惑わされて敗北する。
決勝の地であるアメリカでは親友であるゼオやトビーと再会し、ナンバー1にこだわる理由が病気で倒れたトビーのためだということが明かされる。正宗自身はゼオやトビーを今でも思っていたが、ゼオからは日本に帰りそのまま代表になったことで自分やトビーがチーム・ダンジョンとして参加できなくなったために、誤解され恨まれることになる。決勝トーナメント決勝戦では第1試合でゼオと戦うが、アレンジ指数を強制的に100パーセントに上げたゼオの必殺転技の前に敗北する。だが結果的にガンガンギャラクシーの優勝となり、銀河とまどかと共に表彰される。
ビッグバンブレーダーズ終了後は、トビーがアレンジを受けファウストになったことを知り、トビーを救うために銀河たちとハデスシティに乗り込む。ハデスシティ地下のスパイラルコアでファウストと対峙し、一度は銀河と共に破るが、ハデスシティが墜落しそうになってもなおホロギウムを回そうとするファウストと単身対決する。駆けつけたゼオと共にファウストに呼びかけ続けトビーとしての記憶を取り戻させることに成功し、同時に誤解も解けたことでゼオとの関係も修復する。最後はアメリカに残りトビー、ゼオと共にチーム・ダンジョンとしてナンバー1を目指すことを決意する。
メタルファイト ベイブレード 4D
コーチのスティールによってユニコルノをブリッツユニコルノに改造してもらい、アメリカの大会スフィア360に出場する。試合前から出場者のキングと張り合い、さらに自分とキングを見下したジグソーに怒りを露にする。10人中3人までが残れるBブロックのバトルロイヤルではキングと戦っていたが、最終的にジグソーの必殺転技によりキング、ジグソー、自分以外の選手が倒されたため勝ち抜けとなり、決勝戦でジグソーを倒すことを宣言する。決勝のバトルロイヤルではジグソーと翼を破ったキングと激闘を繰り広げ敗北するが、お互いの強さに意気投合する。大会後はキングたちと共にアメリカを旅立つ銀河たちを見送る。
レジェンドブレーダー覚醒のためにベイスター島チャンピオンシップに出場する。最初の予選でバオに勝利し、決勝戦ではクリスと戦い、オリオンの持久力に苦戦しながらも機転を利かせ勝利目前までいくが土壇場でレジェンドブレーダーに覚醒したクリスの必殺転技に敗北する。大会後は銀河に明るく振舞う一方で自分がレジェンドブレーダーになれなかったことを悔やむがキングの激励もあり立ち直りさらに強くなることを誓う。その後失われた王国へ向かう際に、遊の案で彼やケンタと共に銀河たちの乗るヘリに密航する。失われた王国では遊と共に根性でネメシスの障壁に攻撃し、雷光の一閃で突破口を開く。

### 正宗の漫画版での活躍
第21話から登場。ビッグバンブレーダーズ日本代表決定戦のBブロック決勝戦バトルロイヤルでケンタ、ベンケイ、キョウヤを破り銀河と共に日本代表になるが、真の日本一を決めるために銀河と勝負を始める。初めは銀河がギャラクシーペガシスの扱いに慣れていなかったために優勢になるが、ギャラクシーペガシスに対する信じる心に目覚めた銀河に敗北する。
お菓子に対する執着心が強く、銀河に自分のポテトチップスを勝手に食べられると怒るほどだが、それがビッグバンブレーダーズ1回戦のチーユンとのバトルでの勝利の鍵となる。
3回戦ではシーザーに敗れ負傷し、準決勝は欠場する。決勝前にアメリカで行われたパーティでダミアンに襲撃された銀河をかばうが、ユニコルノを破壊され心も吸収され倒れる。決勝後に銀河に敗れたダミアンが心を返したことで目を覚まし、銀河と共にビッグバンブレーダーズ優勝者となる。
アルティメットブレーダーズでは3回戦第5試合でチーユンを破り、準々決勝第3試合でデュナミスを破る。準決勝第2試合でティティと対戦する予定だったが、試合前にネメシスが現れたために中止となる。ティティにベイブレード発祥の地に連れてこられた後は銀河と共に神の試練に挑むが、自分の影に勝てず途中で倒れる。

### 正宗の劇場版での活躍
ツインドームバトルのBブロックでベンケイを破るが、遊との試合の後に乱入してきたヘリオスに全く歯が立たずに敗北し、その後2度に渡るリベンジを行うが力及ばず敗北する。なお、遊との試合は描写は省略され、正宗が遊との試合の後にヘリオスが乱入したと言ったのみで勝敗は不明。

### 正宗のゲーム版での活躍
『爆神スサノオ襲来!』から登場する。スサノオを探す仲間の1人として登場し、青森の東北祭りを巡り熱い魂を高める修行をする。

### 正宗のベイブレード
レイユニコルノD125CS（いっかくじゅう座）
レイユニコルノの「レイ」は「光」を意味し、あらゆる攻撃を光速でかわし光の刃となってカウンターで敵を貫く。ボトムのシャープ軸をラバーでコートすることで機動力と持久力を併せ持ち、ベイの急加速、急停止を可能にしている。
レイユニコルノT125CS
ゲーム『4DxZEROG アルティメットトーナメント』で使用。
ブリッツユニコルノ100RSF
ユニコルノを改造したベイ。3枚刃のメタルウィールによって攻撃力を強化し、さらにモードチェンジによって6枚刃へと変化させることでユニコルノのパワーを生かした連打攻撃を可能にしている。

### 正宗の必殺転技
紫電の一閃（しでんのいっせん）
ベイを稲妻で包み、全ての力を一点に集中させて相手を強引に貫く技。ゲーム『超絶転生!バルカンホルセウス』ではユニコルノ専用技で、『頂上決戦!ビッグバン・ブレーダーズ』ではユニコルノのフェイス技。
雷光の一閃（らいこうのいっせん）
ブリッツユニコルノを手に入れた正宗が新たに編み出した技。
紫電翔（しでんしょう）
『頂上決戦!ビッグバン・ブレーダーズ』でのユニコルノのフェイス技。素早く上空へ向けて突進するアッパー攻撃。
紫電の落雷（しでんのらくらい）
『頂上決戦!ビッグバン・ブレーダーズ』でのユニコルノのフェイス技。雷のような鋭い落下で相手を攻撃する。
サベッジノイズ
『頂上決戦!ビッグバン・ブレーダーズ』での正宗の必殺転技。超スピードで加速して相手に体当たりする。正宗固有の技ではないため他のブレーダーも使用可能。

## 天野 まどか（あまの まどか）
声 - 真堂圭
第2話より登場するアニメ版のオリジナルキャラクター。頭に着けたゴーグルと茶色のショートヘアが特徴。ベイブレードショップ「B-pit（ビーピット）」の店長の娘であり、ベイブレードのメンテや分析が得意で、仲間のサポートや応援をする立場である。彼女自身はブレーダーではないが、自らもベイを所持している。バトルはあまりしないが、ベイの修理やバトルのシミュレーションを得意とする。
性格は聡明でしっかり者だが強気で勝気な一面もあり、怒りだすと周囲もたじろぐ。実際、諍いが起きた場合は半ば逆ギレ気味に叱責する。アニメ第17話では犬を可愛がったり、第67話では美しい海に目を輝かせるなど女の子らしい一面も覗かせている。作中でのベイの機能の解説担当でもある。他にも料理も得意で銀河たちにハンバーガーや弁当を作ってあげたことがあり、さらにダークネビュラのシステムをハッキングできるほどの優れたパソコンの技能を持ち、劇場版ではスペースシャトルの制御まで行う。ただしハデスシティにおいてアレンジシステムに施されていたファイアウォールだけは、その場ですぐに破ることはできなかった。
知識面では銀河たちに頼られているが、体力は銀河たちほど優れていない様子で、さらに第81話では泳げないことが判明する。
ハンドメイドのモバイルを常に携帯している。まどかいわくチタン合金製で、192ビット級の処理能力を持っている。
ベイに対する愛情は深く、ベイを粗末に扱ったり大切にしない人間に対しては本気で怒りをぶつけることがある。銀河たちと知り合ったのもメンテ不足のペガシスを見かねてメンテを申し出たのが切っ掛けであり、ベイを傷付ける渡蟹の所業に対しても怒りを露わにしている。

### まどかのアニメ版での活躍
メタルファイト ベイブレード
街で見かけた銀河のペガシスのメンテナンスをすることで銀河やケンタの友達となり、行動を共にする。ケンタ同様に銀河を友として案じたり頼りにしており、サバイバルバトルでは銀河と行動を共にし、バトルブレーダーズで遊がさらわれた際はすぐに銀河に知らせようとした。
サバイバルバトルではサポート関係のボランティアをするはずだったが、出場ブレーダーの波に呑まれてそのまま出場者用専用機内に紛れ込んでしまう。この時に自分のベイで試合中に窮地に陥ったレオーネを救う活躍をする。
バトルブレーダーズの主催者がダークネビュラであることから参加に反対していたが、銀河たちのベイにかける情熱に押され、彼らの動向を見守り決勝大会には応援に駆けつけている。
メタルファイト ベイブレード 爆
前作に続いて銀河たちと行動を共にし、WBBA所属のメカニックとなり、ビッグバンブレーダーズ日本代表となった銀河たちのサポートとして共に世界へと行く。チームの参謀格ともいえるが、新規に判明したベイの性能を調べようとする時など正宗以上に熱くなる時がある。我の強い銀河たちを鶴の一声で解散させたりするなどから遊からリーダーと呼ばれたこともある。怒ると手が付けられなくなることもあり、王虎衆と再開するまではチームワークのバラバラさに一時はチーム解散を宣言したことも。
2回戦でロシアに訪れた際に、アレクセイに自分のモバイルを褒められ、意気投合している。その後、いろいろな大会で銀河たちのむちゃに付き合う羽目になりながらも心の中では応援し、日々サポートをしている。
メタルファイト ベイブレード 4D
レジェンドブレーダー探しの旅にサポートのため同行する。服装が新調されている。
メタルファイト ベイブレード ZEROG
7年後ではWBBAのテクニカルアドバイザーとなっているが、これまでと変わらずB-pitで働いている。マルの先生でもあり、彼女から「師匠」と呼ばれている。ゼロに銀河の面影を重ねたことで彼に興味を持ち、ゼロに近付くことをマルに頼む。

### まどかの劇場版での活躍
ヘリオスとの戦いでボロボロになったギャラクシーペガシスをたった1日で修復したり、銀河とヘリオスが乗り込んだスペースシャトルの遠隔操作をするなど、持ち前のメンテ能力と知識で銀河たちの手助けをする。

### まどかの漫画版での活躍
アニメオリジナルキャラクターであるため本編には登場していないが、公式ガイドブック『レジェンド4Dガイド』および単行本第9巻収録の特別編で逆輸入の形で2コマだけ登場している。
また、読み切り編『ソウルバースト』にも登場し、セリフも存在する。

### まどかのゲーム版での活躍
『ガチンコスタジアム』以降から登場。主にベイブレードのパーツ売買を行う。『ガチンコスタジアム』ではフェイスだけを残しバラバラになったベイを修復するなどして銀河たちをサポートする。『爆神スサノオ襲来!』と『頂上決戦!ビッグバン・ブレーダーズ』ではプレイヤーキャラクターとして使用可能。

### まどかのベイブレード
マッドキャンサー145F（かに座）
アニメ第1シーズンのサバイバルバトルとゲーム『頂上決戦!ビッグバン・ブレーダーズ』で使用。アニメではフェイスがメタルフェイスになっている。
アースアクアリオ125FS（みずがめ座）
ゲーム『爆神スサノオ襲来!』で使用。

### まどかの必殺転技
ホイールエッジ
ゲーム『頂上決戦!ビッグバン・ブレーダーズ』でのまどかの必殺転技。相手を斬りつけながら上昇し、連続攻撃を与える。まどか固有の技ではないため他のブレーダーも使用可能。

## 水沢 ユウキ（みずさわ ユウキ）
声 - 牧口真幸
アニメ第3シーズン（『4D』）から登場する天才天文学者の少年。眼鏡と跳ね上がった濃い茶色のショートカットが特徴。体力は無くひ弱で、銀河たちに出会うまでは公式試合に一度も出場したことが無く、素人同然のブレーダーだった。かつて破壊神ネメシスとの戦いで戦士を集め、その豊富な情報と知識でゼウス王を支えた水星のブレーダー戦士の末裔。
新たに落ちてくる星の欠片に興味を引かれ、様々な天体観測の資料や古代マヤ文明の研究をもとに地球への到達時期を算出する独自の宇宙年表を作成している。古馬村出身の祖父からは、星の欠片を悪しき者に渡さないために自分が中心となり悪しき野望を打ち砕くことを教えられている。
天体望遠鏡で星を見るとき、必ず目標物をファインダーの中心に合わせるのが決まりになっていて、それによって的確なシュートを可能にしている。

### ユウキのアニメ版での活躍
メタルファイト ベイブレード 4D
物語の始めに隕石が散らばるのを目撃し、その星の欠片の1つが自身のベイに宿る。そしてヨハネスに狙われながらも星の欠片のことと星の欠片に選ばれたレジェンドブレーダーの存在を銀河たちに伝え、銀河たちと共にレジェンドブレーダー探しの旅に出る。
ザーカン島での竜牙とのバトルでレジェンドブレーダーの1人として覚醒する。中国の登竜門では銀河と組んで出場し、大会初出場のため緊張に飲まれ何度も銀河の足を引っ張るが、銀河とキョウヤに発破をかけられ大会の中で成長していく。ミストマウンテンでは神殿への道を開くための鍵である白鳥座を示す石柱の穴に正確なコントロールでベイを通し、銀河たちを神殿へと導く。

### ユウキの漫画版での活躍
第34話から登場。WBBA専属のブレーダーで、強い相手と戦いたいと願う銀河の前に現れる。彼の力を試すために勝負を挑み、初めは追い詰めるが最終的に敗れる。敗北後に銀河の力を認め、彼にあまりの強さのために大会出場停止になるほどのレジェンドブレーダーの存在と、彼らを含めたブレーダーたちと地球最強を決めるアルティメットブレーダーズが開催され、銀河にそれの出場資格があることを伝える。アニメ版とは異なりレジェンドブレーダーではなく、アルティメットブレーダーズにも出場していない。大会ではブレーダーの分析をしたり、流星やWBBA天文部と協力してネメシスの動向を探る。
読み切り編『ソウルバースト』にも登場している。

### ユウキのベイブレード
マーキュリーアヌビウス85XF（水星、おおいぬ座）
ベイブレード史上最も低いトラックと最も太いエクストリームフラットボトムが特徴のベイ。
マーキュリーアヌビウス85XF レジェンドVer.
アニメ版のみで使用。ユウキがレジェンドブレーダーに覚醒したことでパワーアップしたアヌビウス。超低重心で低く潜り込む戦法を得意とする。

### ユウキの必殺転技
ブレイブインパクト
相手に向かって突進する技。瀬戸カズヨシの漫画『ブレイブ!! アヌビウスマスク』では稲妻を放つ技となっていて、上位版の「ギガ・ブレイブインパクト」も登場する。

## 合体転技
究極双嵐撃（アルティメットストーム）
漫画版で使用。銀河とキョウヤの合体転技。銀河の天馬爆嵐撃（ストームブリンガー）とキョウヤの獅子暴風壁という2つの嵐を1つにした技。ゲーム『超絶転生!バルカンホルセウス』ではペガシスとレオーネの合体転技として登場。
全滅双撃（アニヒレーションアタック）
漫画版で使用。遊と翼の合体転技。翼のAGFR（アクイラグレートフェザーリフレクション）で相手タッグ同士を衝突させ、バランスを失ったところを遊のリブラジャッジメントフレアで仕とめる悪魔のコンビネーション。ゲーム『超絶転生!バルカンホルセウス』ではリブラとアクイラの合体転技として登場。
裏設定では同じ暗黒三闘士である遊、翼、水地の間で3パターンの合体転技が存在し、合体転技で試合を決めると合体転技ボーナスが出るとされている。
天馬竜皇撃（ファイナルコンビネーション）
漫画版の特別編で使用。銀河と竜牙の合体転技。最高の攻撃力を持つ銀河のウイングペガシスと、最高の防御力を誇る竜牙のエルドラゴガーディアンによる協力攻撃。
シューティングスターフレイムクローアッパー
アニメ第11話で使用。銀河のペガシス、ケンタのサジタリオ、ベンケイのブルをキョウヤのレオーネが起こす獅子王爆風破に乗せ、その勢いを利用したアタックでダークネビュラのアジトの頑丈な扉を突破している。
キングオブソード&雷光の一閃
アニメ第139話で使用。正宗とキングの合体必殺転技。正宗の雷光の一閃とキングのキングオブソードで同時攻撃を仕掛ける。